# Liste des professeurs au Collège de France
Cette liste des professeurs au Collège de France recense les titulaires de chaires et les chargés de cours au Collège de France depuis sa fondation en 1530.  

## Nature des chaires
| Chaires                 | Durée           | Création Fin | Catégories                                              | Acronyme |
| ----------------------- | --------------- | ------------ | ------------------------------------------------------- | -------- |
| Chaires ordinaires      | sans limitation | 1530-        | Sciences historiques, philologiques et archéologiques   | SHPA     |
| Chaires ordinaires      | sans limitation | 1530-        | Sciences mathématiques                                  | SM       |
| Chaires ordinaires      | sans limitation | 1542-        | Sciences naturelles                                     | SN       |
| Chaires ordinaires      | sans limitation | 1542-        | Sciences philosophiques et sociologiques                | SPS      |
| Chaires ordinaires      | sans limitation | 1726-        | Sciences physiques                                      | SP       |
| Chaires internationales | limitée à 5 ans | 2013-        | (idem que les chaires ordinaires)                       |          |
| Chaires européennes     | limitée à 1 an  | 1989-2008    | (par pays)                                              |          |
| Chaires internationales | limitée à 1 an  | 1992-2008    | (par pays)                                              |          |
| Chaires spéciales       | limitée à 1 an  | 2005-2023    | Création artistique                                     | CA       |
| Chaires spéciales       | limitée à 1 an  | 2006-        | Innovation technologique                                | IT       |
| Chaires spéciales       | limitée à 1 an  | 2008-2016    | Développement durable                                   | DD       |
| Chaires spéciales       | limitée à 1 an  | 2008-2014    | Savoirs contre Pauvreté                                 | SCP      |
| Chaires spéciales       | limitée à 1 an  | 2009-        | Informatique et sciences numériques                     | ISN      |
| Chaires spéciales       | limitée à 1 an  | 2018-2024    | Mondes francophones                                     | MF       |
| Chaires spéciales       | limitée à 1 an  | 2018-        | Santé publique                                          | SAP      |
| Chaires spéciales       | limitée à 1 an  | 2020-        | Biodiversité et écosystèmes                             | BE       |
| Chaires spéciales       | limitée à 1 an  | 2021-        | Avenir Commun Durable                                   | ACD      |
| Chaires spéciales       | limitée à 1 an  | 2021-        | L'invention de l'Europe par les langues et les cultures | IELC     |

## Chaires ordinaires
| Titulaire                                  | Dates de naissance et décès | Chaire | Dates de la chaire            | Catégorie (acronyme) |
| ------------------------------------------ | --------------------------- | --- | ----------------------------- | -------------------- |
| Jean-Pierre Abel-Rémusat                   | 1788-1832                   | Langue et littérature chinoises et tartares-mandchoues                                                                                           | 1814-1832                     | SHPA                 |
| Anatole Abragam                            | 1914-2011                   | Magnétisme nucléaire | 1960-1985                     | SP                   |
| Philippe Aghion                            | 1957-                       | Économie des institutions, de l'innovation et de la croissance                                                                                   | 2015-                         | SPS                  |
| Maurice Agulhon                            | 1926-2014                   | Histoire de la France contemporaine | 1986-1997                     | SHPA                 |
| Julian de Ajuriaguerra                     | 1911-1993                   | Neuropsychologie du développement | 1975-1981                     | SN                   |
| Martin Akakia II                           | 1539-1588                   | Médecine | 1574-1588                     | SN                   |
| Martin Akakia III                          | 15??-1604                   | Médecine | 1599-1604                     | SN                   |
| Martin Akakia IV                           | 16??-1677                   | Médecine | 1644-1677                     | SN                   |
| Paul Albert                                | 1827-1880                   | Langue et littérature françaises modernes | 1878-1880                     | SHPA                 |
| Eugène Albertini                           | 1880-1941                   | Civilisation romaine | 1932-1941                     | SHPA                 |
| Jacques d'Amboise                          | 1559-1606                   | Médecine | 1596-1606                     | SN                   |
| Jacques-Marie d'Amboise                    | 1538-1611                   | Philosophie grecque et latine | 1576-1611                     | SPS                  |
| André-Marie Ampère                         | 1775-1836                   | Physique générale et expérimentale | 1824-1836                     | SP                   |
| Jean-Jacques Ampère                        | 1800-1864                   | Littérature française Langue et littérature françaises modernes                                                                                  | 1833-1853 1853-1854           | SHPA                 |
| Nalini Anantharaman                        | 1976-                       | Géométrie spectrale | 2022-                         | SM                   |
| Charles Andler                             | 1866-1933                   | Langues et littératures d'origine germanique | 1926-1933                     | SHPA                 |
| François Andrieux                          | 1759-1833                   | Littérature française | 1814-1833                     | SHPA                 |
| Nicolas Andry de Boisregard                | 1658-1742                   | Médecine | 1717-1741                     | SN                   |
| Jean-Baptiste-Gaspard d'Ansse de Villoison | 1750-1805                   | Grec moderne | 1804-1805                     | SHPA                 |
| Philippe d'Aquin                           | 1578-1650                   | Hébreu | 1629-1650                     | SHPA                 |
| Henri d'Arbois de Jubainville              | 1827-1910                   | Langue et littérature celtiques | 1882-1910                     | SHPA                 |
| Jean d'Arcet                               | 1725-1801                   | Chimie | 1774-1801                     | SP                   |
| Raymond Aron                               | 1905-1983                   | Sociologie de la civilisation moderne | 1970-1978                     | SPS                  |
| Arsène d'Arsonval                          | 1851-1940                   | Médecine | 1894-1930                     | SN                   |
| Spýros Artavánis-Tsákonas                  | 1946-                       | Biologie et génétique du développement | 2000-2012                     | SN                   |
| Jean d'Artis                               | 1572-1651                   | Droit canon | 1623-1651                     | SPS                  |
| Jean Astruc                                | 1684-1766                   | Médecine | 1731-1766                     | SN                   |
| Guillaume des Auberis                      | 16??-1669                   | Philosophie grecque et latine | 1655-1669                     | SPS                  |
| Jean Aubert                                | 15??-1650                   | Grec | 1648-1650                     | SHPA                 |
| Jean-Louis Aubert                          | 1731-1814                   | Littérature française | 1773-1784                     | SHPA                 |
| Prosper Gabriel Audran                     | 1744-1819                   | Hébreu | 1799-1819                     | SHPA                 |
| Daniel d'Auge                              | 15??-1595                   | Grec | 1577-1595                     | SHPA                 |
| Claude d'Auvergne                          | 16??-1652                   | Hébreu | 1647-1652                     | SHPA                 |
| Jacques d'Auvergne                         | 16??-1692                   | Arabe | 1652-1692                     | SHPA                 |
| Ernest Babelon                             | 1854-1924                   | Numismatique de l'Antiquité et du Moyen Âge | 1908-1924                     | SHPA                 |
| Ralph Baines                               | 1504-1559                   | Hébreu | 1549-1554                     | SHPA                 |
| Antoine-Jérôme Balard                      | 1802-1876                   | Chimie minérale | 1851-1876                     | SP                   |
| Édouard Balbiani                           | 1825-1899                   | Embryogénie comparée | 1874-1899                     | SN                   |
| Étienne Baluze                             | 1630-1718                   | Droit canon | 1670-1710                     | SPS                  |
| Jean Banneret                              | 16??-1673                   | Hébreu | 1664-1673                     | SHPA                 |
| Charles Barbier de Meynard                 | 1827-1908                   | Persan Arabe | 1876-1885 1885-1908           | SHPA                 |
| Édouard Bard                               | 1962-                       | Évolution du climat et de l'océan | 2001                          | SP                   |
| André Bareau                               | 1921-1993                   | Étude du bouddhisme | 1971-1991                     | SPS                  |
| Jules Barthélemy-Saint-Hilaire             | 1805-1895                   | Philosophie grecque et latine | 1835-1852                     | SPS                  |
| Roland Barthes                             | 1915-1980                   | Sémiologie littéraire | 1976-1980                     | SHPA                 |
| Jean Baruzi                                | 1881-1953                   | Histoire des religions | 1933-1951                     | SHPA                 |
| Marcel Bataillon                           | 1895-1977                   | Langues et littératures de la péninsule ibérique et de l'Amérique latine                                                                         | 1945-1965                     | SHPA                 |
| Charles Batteux                            | 1713-1780                   | Philosophie grecque et latine | 1750-1773                     | SPS                  |
| Simon Baudichon                            | 15??-1577                   | Médecine | 1568-1577                     | SN                   |
| Jacques Baudin                             | 16??-1692                   | Droit canon | 1678-1692                     | SPS                  |
| Étienne-Émile Baulieu                      | 1926-                       | Fondements et principes de la reproduction humaine                                                                                               | 1993-1998                     | SN                   |
| Denis Bazin                                | 15??-1632                   | Médecine | 1631-1632                     | SN                   |
| André Beauvais                             | 15??-15??                   | Médecine | 1547-15??                     | SN                   |
| Joseph Bédier                              | 1864-1938                   | Langue et littérature françaises du Moyen Âge | 1903-1936                     | SHPA                 |
| François Béjot                             | 1718-1787                   | Éloquence latine | 1762-1787                     | SHPA                 |
| Guillaume Belet                            | 15??-1628                   | Éloquence latine | 1622-1628                     | SHPA                 |
| Florent Charles Bellot                     | 1724-1774                   | Médecine | 1756-1774                     | SN                   |
| Florent Charles Bellot                     | 1724-1774                   | Chimie et histoire naturelle | 1774-1774                     | SN                   |
| Robert Benet de Montcarville               | 1698-1771                   | Mathématiques | 1748-1770                     | SM                   |
| Jacques Benoit                             | 1896-1982                   | Histophysiologie | 1952-1966                     | SN                   |
| Émile Benveniste                           | 1902-1976                   | Grammaire comparée | 1937-1972                     | SHPA                 |
| Claude Bérault                             | 16??-1705                   | Syriaque | 1696-1705                     | SHPA                 |
| Jean Bérault                               | 15??-1631                   | Médecine | 1627-1631                     | SN                   |
| Philippe Berger                            | 1846-1912                   | Langues et littératures hébraïques, chaldaïques et syriaques                                                                                     | 1893-1910                     | SHPA                 |
| Henri Bergson                              | 1859-1941                   | Philosophie grecque et latine Philosophie moderne                                                                                                | 1900-1904 1904-1921           | SPS                  |
| Claude Bernard                             | 1813-1878                   | Médecine | 1855-1878                     | SN                   |
| Lucien Bernot                              | 1919-1993                   | Sociographie de l'Asie du Sud-Est | 1978-1985                     | SPS                  |
| Jacques Berque                             | 1910-1995                   | Histoire sociale de l'islam contemporain | 1956-1981                     | SHPA                 |
| Gérard Berry                               | 1948-                       | Algorithmes, machines et langages | 2012-2019                     | SM                   |
| Marcellin Berthelot                        | 1827-1907                   | Chimie organique | 1865-1907                     | SN                   |
| Alain Berthoz                              | 1939-                       | Physiologie de la perception et de l'action | 1993-2010                     | SN                   |
| Pierre Bertius                             | 1565-1629                   | Mathématiques | 1620-1629                     | SM                   |
| Joseph Bertrand                            | 1822-1900                   | Physique générale et mathématique | 1862-1900                     | SP                   |
| Samantha Besson                            | 1973-                       | Droit international des institutions | 2019-                         | SPS                  |
| Jacques Philippe Marie Binet               | 1786-1856                   | Astronomie | 1823-1856                     | SP                   |
| Jean-Baptiste Biot                         | 1774-1862                   | Physique mathématique | 1801-1862                     | SM                   |
| Henry Blackwood                            | 1588-1634                   | Médecine | 1624-1627                     | SN                   |
| Charles Blanc                              | 1813-1882                   | Esthétique et histoire de l'art | 1878-1882                     | SHPA                 |
| Vincent Blanc                              | 15??-16??                   | Hébreu | 1605-16??                     | SHPA                 |
| Georges Blin                               | 1917-2015                   | Littérature française moderne | 1965-1988                     | SHPA                 |
| Jules Bloch                                | 1880-1953                   | Langue et littérature sanskrites | 1937-1951                     | SHPA                 |
| François Blondel                           | 1618-1686                   | Mathématiques | 1656-1686                     | SM                   |
| Georges Blondel                            | 1856-1948                   | Philosophie sociale | 1919-1929                     | SPS                  |
| Gaston Boissier                            | 1823-1908                   | Poésie latine Histoire de la littérature latine                                                                                                  | 1869-1885 1885-1906           | SHPA                 |
| Jean François Boissonade de Fontarabie     | 1774-1857                   | Langue et littérature grecques | 1829-1855                     | SHPA                 |
| Jean Boivin                                | 1663-1726                   | Grec | 1706-1726                     | SHPA                 |
| Yves Bonnefoy                              | 1923-2016                   | Études comparées de la fonction poétique | 1981-1993                     | SHPA                 |
| Édouard-François-Marie Bosquillon          | 1744-1814                   | Grec | 1775-1814                     | SHPA                 |
| Mathieu-Antoine Bouchaud                   | 1719-1804                   | Droit de la nature et des gens | 1774-1804                     | SPS                  |
| Patrick Boucheron                          | 1965-                       | Histoire des pouvoirs en Europe occidentale (XIIIe – XVIe siècles)                                                                               | 2015-                         | SHPA                 |
| François Boujonier                         | 16??-1665                   | Médecine | 1658-1665                     | SN                   |
| Jean Boulenger                             | 15??-1636                   | Mathématiques | 1607-1636                     | SM                   |
| Pierre Boulez                              | 1925-2016                   | Invention, technique et langage en musique | 1976-1995                     | SHPA                 |
| Nicolas Bourbon                            | 1574-1644                   | Grec | 1611-1620                     | SHPA                 |
| Pierre Bourdieu                            | 1930-2002                   | Sociologie | 1981-2001                     | SPS                  |
| Émile Bourguet                             | 1868-1939                   | Langue et littérature grecques | 1932-1938                     | SHPA                 |
| Pierre Boutroux                            | 1880-1922                   | Histoire des sciences | 1920-1922                     | SHPA                 |
| Charles Bouvard                            | 1572-1658                   | Médecine | 1625-1658                     | SN                   |
| Michel-Philippe Bouvart                    | 1707-1787                   | Médecine | 1747-1756                     | SN                   |
| Jacques Bouveresse                         | 1940-2021                   | Philosophie du langage et de la connaissance | 1995-2010                     | SPS                  |
| Fernand Braudel                            | 1902-1985                   | Histoire de la civilisation moderne | 1950-1972                     | SHPA                 |
| Michel Bréal                               | 1832-1915                   | Grammaire comparée | 1866-1905                     | SHPA                 |
| Maurice Bressieu                           | 1546-1617                   | Mathématiques | 1575-1586                     | SM                   |
| Henri Breuil                               | 1877-1961                   | Préhistoire | 1929-1947                     | SHPA                 |
| Pierre Briant                              | 1940-                       | Histoire et civilisation du monde achéménide et de l'empire d'Alexandre                                                                          | 1999-2012                     | SHPA                 |
| Léon Brillouin                             | 1889-1969                   | Physique théorique | 1932-1949                     | SP                   |
| Marcel Brillouin                           | 1854-1948                   | Physique générale et mathématique | 1901-1931                     | SP                   |
| Maurice de Broglie                         | 1875-1960                   | Physique générale et expérimentale | 1942-1945                     | SP                   |
| Charles-Édouard Brown-Séquard              | 1817-1894                   | Médecine | 1878-1894                     | SN                   |
| Jean-Pierre Brun                           | 1955-                       | Techniques et économies de la Méditerranée antique                                                                                               | 2011-2024                     | SHPA                 |
| Michel Brunet                              | 1940-                       | Paléontologie humaine | 2007-2011                     | SN                   |
| Jean Brunhes                               | 1869-1930                   | Géographie humaine | 1912-1930                     | SHPA                 |
| Pierre-Jean Burette                        | 1665-1747                   | Médecine | 1710-1747                     | SN                   |
| Eugène Burnouf                             | 1801-1852                   | Langue et littérature sanskrites | 1832-1852                     | SHPA                 |
| Jean-Louis Burnouf                         | 1775-1844                   | Éloquence latine | 1817-1844                     | SHPA                 |
| René Cagnat                                | 1852-1937                   | Épigraphie et antiquités romaines | 1887-1930                     | SHPA                 |
| Claude Charles Capon                       | 16??-1745                   | Droit canon | 1713-1745                     | SPS                  |
| Claude Capperonnier                        | 1671-1744                   | Grec | 1722-1744                     | SHPA                 |
| Jean Capperonnier                          | 1716-1775                   | Grec | 1744-1775                     | SHPA                 |
| André Caquot                               | 1923-2004                   | Hébreu et araméen | 1972-1994                     | SHPA                 |
| Denis Dominique Cardonne                   | 1720-1783                   | Turc et persan | 1750-1783                     | SHPA                 |
| Paul Casanova                              | 1861-1926                   | Langue et littérature arabes | 1909-1926                     | SHPA                 |
| Isaac Casaubon                             | 1559-1614                   | Grec | 1600-1610                     | SHPA                 |
| Armand-Pierre Caussin de Perceval          | 1795-1871                   | Arabe | 1833-1871                     | SHPA                 |
| Jean Jacques Antoine Caussin de Perceval   | 1759-1835                   | Arabe | 1783-1833                     | SHPA                 |
| Pierre Victor Palma Cayet                  | 1525-1610                   | Hébreu | 1596-1610                     | SHPA                 |
| Lucien Cayeux                              | 1864-1944                   | Géologie | 1912-1956                     | SP                   |
| Pierre Chambon                             | 1931-                       | Génétique moléculaire | 1993-2003                     | SN                   |
| Jean-François Champollion                  | 1790-1832                   | Archéologie | 1831-1832                     | SHPA                 |
| Jean-Pierre Changeux                       | 1936-                       | Communications cellulaires | 1975-2006                     | SN                   |
| Claude Charles                             | 1521-1574                   | Médecine | 1607-1623                     | SN                   |
| Jacques Charpentier                        | 1521-1574                   | Mathématiques | 1566-1574                     | SM                   |
| Dominique Charpin                          | 1954-                       | Civilisation mésopotamienne | 2014-                         | SHPA                 |
| Albert Charrin                             | 1856-1907                   | Pathologie générale et comparée | 1905-1907                     | SN                   |
| Jean Chartier                              | 1610-1662                   | Médecine | 1643-1662                     | SN                   |
| Philippe Chartier                          | 1633-1669                   | Médecine | 1657-1669                     | SN                   |
| René Chartier                              | 1572-1654                   | Médecine | 1617-1623                     | SN                   |
| Roger Chartier                             | 1945-                       | Écrit et cultures dans l'Europe moderne | 2006-2016                     | SHPA                 |
| Philarète Chasles                          | 1798-1873                   | Langues et littératures d'origine germanique Langues et littératures étrangères de l'Europe moderne Langues et littératures d'origine germanique | 1841-1853 1853-1870 1870-1873 | SHPA                 |
| Edmond Chassigneux                         | 1875-1967                   | Histoire de la colonisation | 1939-1946                     | SHPA                 |
| André Chastel                              | 1912-1990                   | Art et civilisation de la Renaissance en Italie                                                                                                  | 1970-1984                     | SHPA                 |
| Édouard Chavannes                          | 1865-1918                   | Langue et littérature chinoises et tartare-mandchoues                                                                                            | 1893-1918                     | SHPA                 |
| Anne Cheng                                 | 1955-                       | Histoire intellectuelle de la Chine | 2008-                         | SHPA                 |
| Jean Chéradame                             | 15??-15??                   | Grec | 1543 (?)                      | SHPA                 |
| François Chevalier                         | 1669-1748                   | Mathématiques | 1716-1738                     | SM                   |
| Louis Chevalier                            | 1911-2001                   | Histoire et structures sociales de Paris et de la région parisienne                                                                              | 1952-1981                     | SHPA                 |
| Michel Chevalier                           | 1806-1879                   | Économie politique | 1840-1879                     | SPS                  |
| Jacques du Chevreul                        | 1595-1649                   | Philosophie grecque et latine | 1647-1649                     | SPS                  |
| Antoine-Léonard de Chézy                   | 1773-1832                   | Langue et littérature sanskrites | 1815-1832                     | SHPA                 |
| Alexandre Chodzko                          | 1804-1883                   | Langue et littérature slaves | 1857-1883                     | SHPA                 |
| Arthur Chuquet                             | 1853-1925                   | Langues et littératures d'origine germanique | 1893-1925                     | SHPA                 |
| Jean Cinquarbres                           | 1514-1587                   | Hébreu et syriaque | 1554-1587                     | SHPA                 |
| Étienne Clavier                            | 1762-1817                   | Histoire et morale | 1812-1817                     | SHPA                 |
| Charles Clermont-Ganneau                   | 1846-1923                   | Épigraphie et antiquités sémitiques | 1890-1923                     | SHPA                 |
| Claude Cohen-Tannoudji                     | 1933-                       | Physique atomique et moléculaire | 1973-2004                     | SP                   |
| Françoise Combes                           | 1952-                       | Galaxies et cosmologie | 2014-                         | SP                   |
| Antoine Compagnon                          | 1950-                       | Littérature française, moderne et contemporaine : histoire, critique, théorie                                                                    | 2006-2021                     | SHPA                 |
| Alain Connes                               | 1947-                       | Analyse et géométrie | 1984-2017                     | SM                   |
| Émile Coornaert                            | 1886-1980                   | Histoire du travail | 1936-1957                     | SHPA                 |
| Yves Coppens                               | 1934-2022                   | Paléoanthropologie et préhistoire | 1983-2005                     | SHPA                 |
| François-Xavier Coquin                     | 1931-2022                   | Histoire moderne et contemporaine du monde russe                                                                                                 | 1993-2001                     | SHPA                 |
| Mathurin-Joseph Cor                        | 1806-1854                   | Turc | 1854-1854                     | SHPA                 |
| Denis Coroné                               | 15??-15??                   | Grec | 1543 (?)                      | SHPA                 |
| Jean-Nicolas Corvisart                     | 1755-1821                   | Médecine | 1796-1804                     | SN                   |
| Pierre Corvol                              | 1941-                       | Médecine expérimentale | 1989-2012                     | SN                   |
| Dampestre Cosel                            | 15??-15??                   | Mathématiques | 1565-1566                     | SM                   |
| Jacques Marie Cyprien Victor Coste         | 1807-1873                   | Embryogénie comparée | 1844-1873                     | SN                   |
| Jean-Baptiste Cotelier                     | 1629-1686                   | Grec | 1676-1686                     | SHPA                 |
| Laurent Coulon                             | 1970-                       | Civilisation de l'Égypte pharaonique | 2023-                         | SHPA                 |
| Pierre Courcelle                           | 1912-1980                   | Littérature latine | 1952-1980                     | SHPA                 |
| Antoine de Cournand                        | 1742-1814                   | Littérature française | 1784-1814                     | SHPA                 |
| Robert Courrier                            | 1895-1986                   | Morphologie expérimentale et endocrinologie | 1938-1966                     | SN                   |
| Paul Courtois                              | 16??-1688                   | Médecine | 1670-1688                     | SN                   |
| Jacques Antoine Joseph Cousin              | 1739-1800                   | Physique mathématique | 1769-1800                     | SM                   |
| Jacques Cousinot                           | 1585-1646                   | Médecine | 1623-1646                     | SN                   |
| Jean-Baptiste Couture                      | 1651-1728                   | Éloquence latine | 1697-1728                     | SHPA                 |
| George Critton                             | 1555-1611                   | Grec | 1595-1611                     | SHPA                 |
| Maurice Croiset                            | 1846-1935                   | Langue et littérature grecques | 1893-1930                     | SHPA                 |
| Georges Cuvier                             | 1769-1832                   | Histoire naturelle | 1800-1832                     | SN                   |
| Gilbert Dagron                             | 1932-2015                   | Histoire et civilisation du monde byzantin | 1975-2001                     | SHPA                 |
| Jean Dalibard                              | 1958-                       | Atomes et rayonnement | 2012-                         | SP                   |
| Pierre Danes                               | 1497-1577                   | Grec | 1530-1535                     | SHPA                 |
| James Darmesteter                          | 1849-1894                   | Langue et littérature de la Perse | 1885-1894                     | SHPA                 |
| Louis Jean-Marie Daubenton                 | 1716-1800                   | Histoire naturelle | 1778-1800                     | SN                   |
| Sébastien Daubuz                           | 1613-1675                   | Éloquence latine | 1661-1675                     | SHPA                 |
| Pierre Daunou                              | 1761-1840                   | Histoire et morale | 1819-1830                     | SHPA                 |
| Jean Dausset                               | 1916-2009                   | Médecine expérimentale | 1977-1987                     | SN                   |
| Alexandre Dauvillier                       | 1892-1979                   | Physique cosmique | 1944-1962                     | SP                   |
| Charles Defrémery                          | 1822-1883                   | Arabe | 1871-1883                     | SHPA                 |
| Stanislas Dehaene                          | 1965-                       | Psychologie cognitive expérimentale | 2006-                         | SPS                  |
| Jean-Baptiste Joseph Delambre              | 1749-1822                   | Astronomie | 1807-1822                     | SP                   |
| Marcel Delépine                            | 1871-1965                   | Chimie organique | 1930-1941                     | SN                   |
| Jacques Delille                            | 1738-1813                   | Poésie latine | 1778-1813                     | SHPA                 |
| Joseph-Nicolas Delisle                     | 1688-1768                   | Astronomie | 1718-1768                     | SP                   |
| Mireille Delmas-Marty                      | 1941-2022                   | Études juridiques comparatives et internationalisation du droit                                                                                  | 2002-2011                     | SPS                  |
| Jean Delumeau                              | 1923-2020                   | Histoire des mentalités religieuses dans l'Occident moderne                                                                                      | 1974-1994                     | SHPA                 |
| Paul Demiéville                            | 1894-1979                   | Langue et littérature chinoises | 1946-1964                     | SHPA                 |
| Alexandre Michel Denyau                    | 16??-1712                   | Médecine | 1668-1714                     | SN                   |
| Mathurin Denyau                            | 16??-1676                   | Médecine | 1665-1676                     | SN                   |
| François Déroche                           | 1952-                       | Histoire du Coran. Texte et transmission | 2015-                         | SHPA                 |
| Bernard Derrida                            | 1952-                       | Physique statistique | 2014-2023                     | SP                   |
| Émile Deschanel                            | 1819-1904                   | Langue et littérature françaises modernes | 1881-1903                     | SHPA                 |
| Philippe Descola                           | 1949-                       | Anthropologie de la nature | 2000-2019                     | SPS                  |
| Alix Desgranges                            | 1793-1854                   | Turc | 1833-1854                     | SHPA                 |
| Ernest Desjardins                          | 1825-1886                   | Épigraphie et antiquités romaines | 1886-1886                     | SHPA                 |
| Michel Devoret                             | 1953-                       | Physique mésoscopique | 2007-2013                     | SP                   |
| Édouard Dhorme                             | 1881-1966                   | Philologie et archéologie assyro-babyloniennes                                                                                                   | 1945-1951                     | SHPA                 |
| Roger Dion                                 | 1896-1981                   | Géographie historique de la France | 1948-1968                     | SHPA                 |
| Pierre Dippy                               | 1622-1709                   | Arabe Syriaque | 1667-1709 1695-1705           | SHPA                 |
| Jean Dorat                                 | 1508-1588                   | Grec | 1556-1567                     | SHPA                 |
| Jean Doujat                                | 1609-1688                   | Droit canon | 1676-1685                     | SPS                  |
| Jacques Dreux                              | 16??-1656                   | Hébreu | 1554-1556                     | SHPA                 |
| Étienne Drioton                            | 1889-1961                   | Philologie et archéologie égyptiennes | 1957-1960                     | SHPA                 |
| Louis Dubeux                               | 1798-1863                   | Langues hébraïque, chaldaïque et syriaque | 1857-1861                     | SHPA                 |
| Jean-Baptiste Dubois                       | 1696-1759                   | Médecine | 1731-1745                     | SN                   |
| Denis Duboule                              | 1955-                       | Évolution du développement et des génomes | 2022-                         | SN                   |
| Esther Duflo                               | 1972-                       | Pauvreté et politiques publiques | 2022-                         | SPS                  |
| Georges Duby                               | 1919-1996                   | Histoire des sociétés médiévales | 1970-1991                     | SHPA                 |
| Léger Duchesne                             | 15??-1588                   | Éloquence latine | 1561-1586                     | SHPA                 |
| Jacques Duclaux                            | 1877-1978                   | Biologie générale | 1931-1948                     | SN                   |
| Charles Dufraisse                          | 1885-1969                   | Chimie organique | 1942-1955                     | SN                   |
| Jean-Baptiste Du Hamel                     | 1624-1706                   | Philosophie grecque et latine | 1682-1706                     | SPS                  |
| Pasquier Duhamel                           | 15??-1565                   | Mathématiques | 1540-1565                     | SM                   |
| Georges Dumézil                            | 1898-1986                   | Civilisation indo-européenne | 1949-1968                     | SHPA                 |
| André Dupont-Sommer                        | 1900-1983                   | Hébreu et araméen | 1963-1971                     | SHPA                 |
| Charles-François Dupuis                    | 1742-1809                   | Éloquence latine | 1787-1809                     | SHPA                 |
| René-Jean Dupuy                            | 1918-1997                   | Droit international | 1979-1989                     | SPS                  |
| Jean-Marie Durand                          | 1940-                       | Assyriologie | 1999-2011                     | SHPA                 |
| Jean Duret                                 | 1563-1629                   | Médecine | 1586-1599                     | SN                   |
| Louis Duret                                | 1527-1586                   | Médecine | 1567-1586                     | SN                   |
| Hugues Du Tems                             | 1745-1811                   | Histoire et morale | 1782-1791                     | SHPA                 |
| Guillaume Du Val                           | 1572-1646                   | Philosophie grecque et latine | 1606-1646                     | SPS                  |
| Paul-Marie Duval                           | 1912-1997                   | Archéologie et histoire de la Gaule | 1964-1982                     | SHPA                 |
| Rubens Duval                               | 1839-1911                   | Langue et littérature araméennes | 1894-1907                     | SHPA                 |
| Louis Georges Duvernoy                     | 1777-1855                   | Histoire naturelle des corps organisés | 1837-1855                     | SN                   |
| Abraham Ecchellensis                       | 1604-1664                   | Arabe | 1646-1664                     | SHPA                 |
| Michael Edwards                            | 1938-                       | Étude de la création littéraire en langue anglaise                                                                                               | 2003-2008                     | SHPA                 |
| Léonce Élie de Beaumont                    | 1798-1874                   | Histoire naturelle Histoire naturelle des corps inorganiques                                                                                     | 1832-1874                     | SN                   |
| Louis Ellies Dupin                         | 1657-1719                   | Philosophie grecque et latine | 1693-1703                     | SPS                  |
| Jon Elster                                 | 1940-                       | Rationalité et sciences sociales | 2006-2011                     | SPS                  |
| André Enguehard                            | 16??-1710                   | Médecine | 1689-1710                     | SN                   |
| Alfred Ernout                              | 1879-1973                   | Histoire de la langue latine | 1941-1951                     | SHPA                 |
| Jean Faber                                 | 15??-1590                   | Médecine | 1582-1590                     | SN                   |
| Anne Fagot-Largeault                       | 1938-                       | Philosophie des sciences biologiques et médicales                                                                                                | 2000-2009                     | SPS                  |
| Paul Fallot                                | 1889-1960                   | Géologie méditerranéenne | 1938-1960                     | SP                   |
| Edmond Faral                               | 1882-1958                   | Littérature latine au Moyen Âge | 1925-1954                     | SHPA                 |
| Didier Fassin                              | 1955-                       | Questions morales et enjeux politiques dans les sociétés contemporaines                                                                          | 2022-                         | SPS                  |
| Emmanuel Fauré-Fremiet                     | 1883-1971                   | Embryogénie comparée | 1928-1954                     | SN                   |
| François-Xavier Fauvelle                   | 1968-                       | Histoire et archéologie des mondes africains | 2019-                         | SHPA                 |
| Bernard Faÿ                                | 1893-1978                   | Civilisation américaine | 1932-1945                     | SHPA                 |
| Lucien Febvre                              | 1878-1956                   | Histoire de la civilisation moderne | 1933-1949                     | SHPA                 |
| Louis Fensterbank                          | 1967-                       | Activations en chimie moléculaire | 2023-                         | SP                   |
| Antoine Ferrein                            | 1693-1769                   | Médecine | 1742-1769                     | SN                   |
| Alfred Fessard                             | 1900-1982                   | Neurophysiologie générale | 1949-1971                     | SN                   |
| Jean-Baptiste de Fiennes                   | 1669-1744                   | Arabe | 1714-1744                     | SHPA                 |
| Alain Fischer                              | 1949-                       | Médecine expérimentale | 2014-2020                     | SN                   |
| Jean-Baptiste-Hélin de Fiennes             | 1710-1767                   | Arabe | 1748-1767                     | SHPA                 |
| Jean Filliozat                             | 1906-1982                   | Langues et littératures de l'Inde | 1952-1978                     | SHPA                 |
| Oronce Fine                                | 1494-1555                   | Mathématiques | 1530-1555                     | SM                   |
| Louis Finot                                | 1864-1935                   | Histoire et philologie indochinoises | 1920-1930                     | SHPA                 |
| Jacques Flach                              | 1846-1919                   | Histoire des législations comparées | 1884-1919                     | SHPA                 |
| Valérien de Flavigny                       | 16??-1674                   | Hébreu | 1638-1674                     | SHPA                 |
| Pierre Flourens                            | 1797-1867                   | Histoire naturelle des corps organisés | 1835-1867                     | SN                   |
| Henri Focillon                             | 1881-1943                   | Esthétique et histoire de l'art | 1938-1943                     | SHPA                 |
| Toussaint Fontaine                         | 16??-1689                   | Médecine | 1673-1689                     | SN                   |
| Marc Fontecave                             | 1956-                       | Chimie des processus biologiques | 2008-                         | SP                   |
| Pierre Forcadel                            | 15??-1573                   | Mathématiques | 1560-1573                     | SM                   |
| Charles Fossey                             | 1869-1946                   | Philologie et archéologie assyriennes | 1906-1939                     | SHPA                 |
| Paul Foucart                               | 1836-1926                   | Épigraphie et antiquités grecques | 1877-1926                     | SHPA                 |
| Michel Foucault                            | 1926-1984                   | Histoire des systèmes de pensée | 1970-1984                     | SHPA                 |
| Philippe-Édouard Foucaux                   | 1811-1894                   | Langue et littérature sanskrites | 1862-1894                     | SHPA                 |
| Ferdinand André Fouqué                     | 1828-1904                   | Histoire naturelle des corps inorganiques | 1877-1904                     | SP                   |
| Étienne Fourmont                           | 1683-1745                   | Arabe | 1715-1745                     | SHPA                 |
| Michel Fourmont                            | 1690-1746                   | Syriaque | 1720-1746                     | SHPA                 |
| Jean-Luc Fournet                           | 1965-                       | Culture écrite dans l'Antiquité tardive et papyrologie byzantine                                                                                 | 2015-                         | SHPA                 |
| Adolphe Franck                             | 1809-1887                   | Droit de la nature et des gens | 1856-1887                     | SPS                  |
| Bernard Frank                              | 1927-1996                   | Civilisation japonaise | 1979-1996                     | SHPA                 |
| Nicolas François-Franck                    | 1849-1921                   | Histoire naturelle des corps organisés | 1905-1921                     | SN                   |
| Marcel Froissart                           | 1934-2015                   | Physique corpusculaire | 1973-2004                     | SP                   |
| Marc Fumaroli                              | 1932-2020                   | Rhétorique et société en Europe (XVIe et XVIIe siècles)                                                                                          | 1987-2002                     | SHPA                 |
| Gérard Fussman                             | 1940-2022                   | Histoire du monde indien | 1984-2011                     | SHPA                 |
| Édouard Fuster                             | 1869-1935                   | Prévoyance et assistances sociales | 1917-1935                     | SPS                  |
| Albert Gabriel                             | 1883-1972                   | Histoire des arts de l'Orient musulman | 1941-1953                     | SHPA                 |
| Jean Gagé                                  | 1902-1986                   | Civilisation romaine | 1955-1972                     | SHPA                 |
| Jean-Baptiste Gail                         | 1755-1829                   | Langue et littérature grecques | 1791-1829                     | SHPA                 |
| Antoine Galland                            | 1646-1715                   | Arabe | 1709-1715                     | SHPA                 |
| Pierre Galland                             | 1510-1559                   | Éloquence latine | 1545-1559                     | SHPA                 |
| Jean Gallois                               | 1632-1707                   | Mathématiques Grec | 1686-1707                     | SM SHPA              |
| Sonia Garel                                | 1972-                       | Neurobiologie et immunité | 2020-                         | SN                   |
| Paul Garelli                               | 1924-2006                   | Assyriologie | 1986-1995                     | SHPA                 |
| Sergio Gamerio                             | 16??-1661                   | Arabe | 1650-1661                     | SHPA                 |
| Jean-Jacques Garnier                       | 1729-1805                   | Hébreu Histoire et morale | 1760-1769 1769-1792           | SHPA                 |
| Émile Gaspardone                           | 1895-1982                   | Histoire et philologie indochinoises | 1946-1965                     | SHPA                 |
| Pierre Gassendi                            | 1592-1655                   | Mathématiques | 1643-1655                     | SM                   |
| Jacques Gaudin                             | 16??-1655                   | Philosophie grecque et latine | 1650-1655                     | SPS                  |
| Timothy Gowers                             | 1963-                       | Combinatoire | 2020-                         | SM                   |
| Gilbert Génébrard                          | 1535-1597                   | Hébreu | 1566-1591                     | SHPA                 |
| Pierre-Gilles de Gennes                    | 1932-2007                   | Physique de la matière condensée | 1971-2007                     | SP                   |
| Étienne-François Geoffroy                  | 1672-1731                   | Médecine | 1709-1731                     | SN                   |
| Antoine Georges                            | 1961-                       | Physique de la matière condensée | 2009-                         | SP                   |
| Jean Gerbais                               | 1629-1699                   | Éloquence latine | 1664-1699                     | SHPA                 |
| Jacques Gernet                             | 1921-2018                   | Histoire sociale et intellectuelle de la Chine                                                                                                   | 1975-1992                     | SHPA                 |
| Charles Gide                               | 1847-1932                   | Enseignement de la coopération | 1921-1930                     | SPS                  |
| Étienne Gilson                             | 1884-1978                   | Histoire de la philosophie au Moyen Âge | 1932-1950                     | SHPA                 |
| Marcel Giraud                              | 1900-1994                   | Histoire de la civilisation de l'Amérique du Nord                                                                                                | 1947-1971                     | SHPA                 |
| Mathurin-Georges Girault de Kéroudou       | 17??-1786                   | Mécanique | 1773-1786                     | SP                   |
| Émile Gley                                 | 1857-1930                   | Biologie générale | 1908-1930                     | SN                   |
| Jacques Glowinski                          | 1936-                       | Neuropharmacologie | 1982-2006                     | SN                   |
| Christian Goudineau                        | 1939-2018                   | Antiquités nationales | 1984-2010                     | SHPA                 |
| Jean Goudoin                               | 16??-1700                   | Hébreu | 1656-1700                     | SHPA                 |
| Jérôme Goulu                               | 1581-1630                   | Grec | 1603-1623                     | SHPA                 |
| Nicolas Goulu                              | 1530-1601                   | Grec | 1567-1601                     | SHPA                 |
| Étienne Gourmelen                          | 15??-1594                   | Médecine | 1588-1594                     | SN                   |
| Pierre Gourou                              | 1900-1999                   | Étude du monde tropical (géographie physique et humaine)                                                                                         | 1947-1970                     | SHPA                 |
| André Grabar                               | 1896-1990                   | Archéologie paléochrétienne et byzantine | 1946-1966                     | SHPA                 |
| Gilles Gaston Granger                      | 1920-2016                   | Épistémologie comparative | 1986-1991                     | SPS                  |
| Jean Grangier                              | 1576-1643                   | Éloquence latine | 1617-1643                     | SHPA                 |
| Frantz Grenet                              | 1952-                       | Histoire et culture de l'Asie Centrale pré-islamique                                                                                             | 2013-                         | SHPA                 |
| Albert Grenier                             | 1878-1961                   | Antiquités nationales | 1936-1948                     | SHPA                 |
| Nicolas Grimal                             | 1948-                       | Civilisation pharaonique : archéologie, philologie, histoire                                                                                     | 2000-2020                     | SHPA                 |
| François Gros                              | 1925-2022                   | Biochimie cellulaire | 1973-1996                     | SN                   |
| Jerzy Grotowski                            | 1933-1999                   | Anthropologie théâtrale | 1997-1999                     | SPS                  |
| Stéphane Gsell                             | 1864-1932                   | Histoire de l'Afrique du nord | 1912-1932                     | SHPA                 |
| Jean-Paul de Gua de Malves                 | 1712-1786                   | Philosophie grecque et latine | 1742-1749                     | SPS                  |
| Martial Guéroult                           | 1891-1976                   | Histoire et technologie des systèmes philosophiques                                                                                              | 1951-1962                     | SHPA                 |
| Pierre Guéroult                            | 1749-1816                   | Éloquence latine | 1809-1816                     | SHPA                 |
| Roger Guesnerie                            | 1943-                       | Théorie économique et organisation sociale | 2000-2013                     | SPS                  |
| Agacio Guidacerio                          | 1477-1542                   | Hébreu | 1530-1540                     | SHPA                 |
| Guido Guidi                                | 1509-1569                   | Médecine | 1542-1547                     | SN                   |
| Joseph de Guignes                          | 1721-1800                   | Syriaque | 1757-1773                     | SHPA                 |
| Joseph-Daniel Guigniaut                    | 1794-1876                   | Histoire et morale | 1857-1862                     | SHPA                 |
| Hugues Guijon                              | 1552-1622                   | Droit canon | 1612-1622                     | SPS                  |
| Jean Guilaine                              | 1936-                       | Civilisations de l'Europe au Néolithique et à l'Âge du Bronze                                                                                    | 1995-2007                     | SHPA                 |
| Eugène Guillaume                           | 1822-1905                   | Esthétique et histoire de l'art | 1882-1905                     | SHPA                 |
| Antoine Guillaumont                        | 1915-2000                   | Christianisme et gnoses dans l'Orient préislamique                                                                                               | 1977-1986                     | SHPA                 |
| Guillaume Guizot                           | 1833-1892                   | Langues et littératures d'origine germanique | 1874-1892                     | SHPA                 |
| Stanislas Guyard                           | 1846-1884                   | Arabe | 1884-1884                     | SHPA                 |
| Ian Hacking                                | 1936-2023                   | Philosophie et histoire des concepts scientifiques                                                                                               | 2000-2006                     | SPS                  |
| Jacques Hadamard                           | 1865-1963                   | Mécanique analytique et mécanique céleste | 1909-1937                     | SP                   |
| Pierre Hadot                               | 1922-2010                   | Histoire de la pensée hellénistique et romaine                                                                                                   | 1982-1991                     | SHPA                 |
| Claude Hagège                              | 1936-                       | Théorie linguistique | 1988-2006                     | SHPA                 |
| Maurice Halbwachs                          | 1877-1945                   | Psychologie collective | 1944-1945                     | SPS                  |
| Jean Noël Hallé                            | 1754-1822                   | Médecine | 1794-1822                     | SN                   |
| Pierre Halley                              | 1611-1589                   | Droit canon | 1654-1689                     | SPS                  |
| Bernard Halpern                            | 1904-1978                   | Médecine expérimentale | 1961-1975                     | SN                   |
| Louis Hambis                               | 1906-1978                   | Histoire et civilisations de l'Asie centrale | 1965-1977                     | SHPA                 |
| Augier d'Harambour                         | 15??-1558                   | Mathématiques | 1556-1558                     | SM                   |
| Serge Haroche                              | 1944-                       | Physique quantique | 2001-2015                     | SP                   |
| Ernest Havet                               | 1813-1885                   | Éloquence latine | 1854-1885                     | SHPA                 |
| Louis Havet                                | 1849-1925                   | Philologie latine | 1885-1925                     | SHPA                 |
| Paul Hazard                                | 1878-1944                   | Histoire des littératures comparées de l'Europe méridionale et de l'Amérique latine                                                              | 1925-1944                     | SHPA                 |
| Edith Heard                                | 1965-                       | Épigénétique et mémoire cellulaire | 2012-                         | SN                   |
| Charles Hébert                             | 16??-1679                   | Mathématiques | 1676-1679                     | SM                   |
| Jacques Hélias                             | 15??-1590                   | Grec | 1572-1590                     | SHPA                 |
| Marc Henneaux                              | 1955-                       | Champs, cordes et gravité | 2019-                         | SP                   |
| Louis-Félix Henneguy                       | 1850-1928                   | Embryogénie comparée | 1900-1928                     | SN                   |
| Nicolas Henry                              | 16??-1752                   | Hébreu | 1724-1752                     | SHPA                 |
| Nicolas Henrion                            | 1663-1720                   | Syriaque | 1705-1720                     | SHPA                 |
| François Héran                             | 1953-                       | Migrations et sociétés | 2017-2025                     | SHPA                 |
| Barthélemy d'Herbelot de Molainville       | 1625-1695                   | Syriaque | 1692-1695                     | SHPA                 |
| Françoise Héritier                         | 1933-2017                   | Étude comparée des sociétés africaines | 1982-1998                     | SPS                  |
| Marc-Antoine Hersan                        | 1652-1724                   | Éloquence latine | 1686-1688                     | SHPA                 |
| Léon d'Hervey de Saint-Denys               | 1823-1892                   | Langue et littérature chinoises et tartare-mandchoues                                                                                            | 1874-1892                     | SHPA                 |
| Maurice Holleaux                           | 1861-1932                   | Épigraphie grecque | 1927-1932                     | SHPA                 |
| Alain Horeau                               | 1909-1992                   | Chimie organique des hormones | 1956-1980                     | SN                   |
| Étienne Hubert                             | 1567-1614                   | Arabe | 1600-1614                     | SHPA                 |
| Georges Humbert                            | 1859-1921                   | Mathématiques | 1912-1921                     | SM                   |
| René Huyghe                                | 1906-1997                   | Psychologie des arts plastiques | 1951-1976                     | SPS                  |
| Jean Hyppolite                             | 1907-1968                   | Histoire de la pensée philosophique | 1963-1968                     | SHPA                 |
| Jean Irigoin                               | 1920-2006                   | Tradition et critique des textes grecs | 1986-1992                     | SHPA                 |
| Jean Izoulet                               | 1854-1929                   | Philosophie sociale | 1897-1929                     | SPS                  |
| François Jacob                             | 1920-2013                   | Génétique cellulaire | 1964-1991                     | SN                   |
| Pierre Janet                               | 1859-1947                   | Psychologie expérimentale et comparée | 1902-1934                     | SPS                  |
| Pierre Amédée Jaubert                      | 1779-1847                   | Persan | 1838-1847                     | SHPA                 |
| Augustin-François Jault                    | 1700-1757                   | Syriaque | 1746-1757                     | SHPA                 |
| Jean-François Joanny                       | 1956-                       | Matière molle et biophysique | 2018-                         | SP                   |
| Frédéric Joliot-Curie                      | 1900-1958                   | Chimie nucléaire | 1937-1958                     | SP                   |
| Pierre Joliot-Curie                        | 1932-                       | Bio-énergétique cellulaire | 1981-2002                     | SN                   |
| Justin Jolly                               | 1870-1953                   | Histophysiologie | 1925-1940                     | SN                   |
| Camille Jordan                             | 1838-1922                   | Mathématiques | 1883-1912                     | SM                   |
| Alfred Jost                                | 1916-1991                   | Physiologie du développement | 1974-1987                     | SN                   |
| Théodore Jouffroy                          | 1796-1842                   | Philosophie grecque et latine | 1852-1857                     | SPS                  |
| François Jourdain                          | 15??-1599                   | Hébreu | 1587-1599                     | SHPA                 |
| Stanislas Julien                           | 1779-1873                   | Langue et littérature chinoises et tartare-mandchoues                                                                                            | 1832-1873                     | SHPA                 |
| Camille Jullian                            | 1859-1933                   | Histoire et antiquités nationales | 1905-1930                     | SHPA                 |
| Émile Jungfleisch                          | 1839-1916                   | Chimie organique | 1908-1916                     | SN                   |
| Jean Kellens                               | 1944-                       | Langues et religions indo-iraniennes | 1993-2014                     | SHPA                 |
| Jean-Daniel Kieffer                        | 1767-1833                   | Turc | 1822-1833                     | SHPA                 |
| Denis Knoepfler                            | 1944-                       | Épigraphie et histoire des cités grecques | 2003-2014                     | SHPA                 |
| Philippe Kourilsky                         | 1942-                       | Immunologie moléculaire | 1998-2012                     | SN                   |
| René Labat                                 | 1904-1974                   | Assyriologie | 1952-1974                     | SHPA                 |
| Antoine Labeyrie                           | 1943-                       | Astrophysique observationnelle | 1991-2014                     | SP                   |
| Jean-Philippe-René de La Bléterie          | 1698-1772                   | Éloquence latine | 1746-1768                     | SHPA                 |
| Édouard Laboulaye                          | 1811-1883                   | Histoire des législations comparées | 1849-1883                     | SHPA                 |
| Antoine Lacassagne                         | 1884-1971                   | Radiobiologie expérimentale Médecine expérimentale                                                                                               | 1941-1951 1951-1954           | SN                   |
| Pierre Lacau                               | 1873-1963                   | Égyptologie | 1938-1947                     | SHPA                 |
| Sylvestre-François Lacroix                 | 1765-1843                   | Mathématiques | 1815-1843                     | SM                   |
| René-Théophile-Hyacinthe Laënnec           | 1781-1826                   | Médecine | 1822-1826                     | SN                   |
| Johannes Laetus                            | 15??-1628                   | Médecine | 1605-1628                     | SN                   |
| Georges Lafenestre                         | 1837-1919                   | Esthétique et histoire de l'art | 1805-1819                     | SHPA                 |
| Pierre Laffitte                            | 1823-1903                   | Histoire générale des sciences | 1892-1903                     | SHPA                 |
| Étienne de La Font                         | 15??-1617                   | Médecine | 1612-1617                     | SN                   |
| Marc-Antoine Laget-Bardelin                | 17??-1791                   | Droit canon | 1786-1791                     | SPS                  |
| Edmond Laguerre                            | 1834-1886                   | Physique mathématique | 1883-1886                     | SM                   |
| Philippe de La Hire                        | 1640-1718                   | Mathématiques | 1682-1718                     | SM                   |
| Joseph Jérôme Lefrançois de Lalande        | 1732-1807                   | Mathématiques Astronomie | 1768-1807                     | SM SP                |
| André Lallemand                            | 1904-1978                   | Méthodes physiques de l'astronomie | 1961-1974                     | SP                   |
| Denis Lambin                               | 1516-1572                   | Éloquence latine Grec | 1560-1561 1561-1572           | SHPA                 |
| Jean-Joseph La Montre                      | 1640-1684                   | Mathématiques | 1679-1684                     | SM                   |
| Paul Langevin                              | 1872-1946                   | Physique générale et expérimentale | 1909-1946                     | SP                   |
| Henri Laoust                               | 1905-1983                   | Sociologie musulmane | 1956-1976                     | SPS                  |
| Yves Laporte                               | 1920-2012                   | Neurophysiologie | 1972-1991                     | SN                   |
| Emmanuel Laroche                           | 1914-1991                   | Langues et civilisation de l'Asie mineure | 1973-1985                     | SHPA                 |
| Bartholomaeus Latomus                      | 1485-1570                   | Éloquence latine | 1534-1541                     | SHPA                 |
| Henry Laurens                              | 1954-                       | Histoire contemporaine du monde arabe | 2004-                         | SHPA                 |
| Jean Laval                                 | 1900-1980                   | Physique théorique | 1950-1970                     | SP                   |
| Louis Lavelle                              | 1883-1951                   | Philosophie | 1941-1951                     | SPS                  |
| Clément-Charles-François de Laverdy        | 1723-1793                   | Droit canon | 1746-1754                     | SPS                  |
| Charles Le Beau                            | 1701-1778                   | Éloquence latine | 1752-1778                     | SHPA                 |
| Henri-Léon Lebesgue                        | 1875-1941                   | Mathématiques | 1921-1941                     | SM                   |
| Claude Le Cappelain                        | 16??-1702                   | Hébreu | 1672-1702                     | SHPA                 |
| Alfred Le Chatelier                        | 1855-1929                   | Sociologie et sociographie musulmanes | 1902-1925                     | SPS                  |
| Henry Le Chatelier                         | 1850-1926                   | Chimie minérale | 1898-1907                     | SP                   |
| Jean Leclant                               | 1920-2011                   | Égyptologie | 1979-1990                     | SHPA                 |
| Bertin Lecomte                             | 1500-1572                   | Hébreu | 1547-1560                     | SHPA                 |
| Jean Lecomte                               | 15??-1585                   | Médecine | 1577-1585                     | SN                   |
| Félix Lecoy                                | 1905-1997                   | Langue et littérature françaises du Moyen Âge | 1947-1974                     | SHPA                 |
| Thomas Lecuit                              | 1971-                       | Dynamiques du vivant | 2017-                         | SN                   |
| Nicole Le Douarin                          | 1930-                       | Embryologie cellulaire et moléculaire | 1988-2000                     | SN                   |
| Jean Baptiste Lefebvre de Villebrune       | 1732-1809                   | Hébreu | 1791-1794                     | SHPA                 |
| Louis Lefèvre-Gineau                       | 1751-1829                   | Mécanique Physique générale et expérimentale | 1783-1823                     | SP                   |
| Abel Lefranc                               | 1863-1952                   | Langue et littérature françaises modernes | 1904-1937                     | SHPA                 |
| Louis Léger                                | 1843-1923                   | Langue et littérature slaves | 1885-1923                     | SHPA                 |
| Pierre Légier                              | 1664-1691                   | Médecine | 1688-1691                     | SN                   |
| Jean-Marie Lehn                            | 1939-                       | Chimie des interactions moléculaires | 1979-2010                     | SP                   |
| Maurice Le Lannou                          | 1906-1992                   | Géographie du continent européen | 1969-1976                     | SHPA                 |
| Paul Lemaistre                             | 15??-1596                   | Médecine | 1590-1596                     | SN                   |
| Paul Lemerle                               | 1903-1989                   | Histoire et civilisation de Byzance | 1967-1973                     | SHPA                 |
| Pierre Le Merre                            | 1644-1728                   | Droit canon | 1692-1728                     | SPS                  |
| Pierre Le Merre (fils)                     | 16??-1763                   | Droit canon | 1728-1763                     | SPS                  |
| Pierre Charles Le Monnier                  | 1715-1799                   | Philosophie grecque et latine | 1749-1799                     | SPS                  |
| Pierre de Lenglet                          | 16??-1707                   | Éloquence latine | 1675-1697                     | SHPA                 |
| Charles Lenormant                          | 1802-1859                   | Archéologie orientale | 1849-1859                     | SHPA                 |
| Paul Léon                                  | 1874-1962                   | Histoire de l'art monumental | 1933-1944                     | SHPA                 |
| Xavier Le Pichon                           | 1937-                       | Géodynamique | 1986-2008                     | SP                   |
| Louis Leprince-Ringuet                     | 1901-2000                   | Physique nucléaire | 1959-1972                     | SP                   |
| Jean Leray                                 | 1906-1998                   | Théorie des équations différentielles et fonctionnelles                                                                                          | 1947-1978                     | SM                   |
| René Leriche                               | 1879-1955                   | Médecine | 1937-1950                     | SN                   |
| Georges Le Rider                           | 1928-2014                   | Histoire économique et monétaire de l'Orient hellénistique                                                                                       | 1993-1998                     | SHPA                 |
| Eugène Lerminier                           | 1803-1857                   | Histoire générale et philosophique des législations comparées                                                                                    | 1831-1849                     | SHPA                 |
| André Leroi-Gourhan                        | 1911-1986                   | Préhistoire | 1969-1982                     | SHPA                 |
| Michel-Ange-André Le Roux Deshauterayes    | 1724-1795                   | Arabe | 1752-1784                     | SHPA                 |
| Édouard Le Roy                             | 1870-1954                   | Philosophie moderne | 1921-1940                     | SPS                  |
| Loys Le Roy                                | 1510-1577                   | Grec | 1572-1577                     | SHPA                 |
| Xavier Leroy                               | 1968-                       | Sciences du logiciel | 2018-                         | SM                   |
| Paul Leroy-Beaulieu                        | 1843-1916                   | Économie politique | 1880-1916                     | SPS                  |
| Emmanuel Le Roy Ladurie                    | 1929-                       | Histoire de la civilisation moderne | 1973-1999                     | SHPA                 |
| Antoine Jean Letronne                      | 1787-1848                   | Histoire et morale Archéologie orientale | 1831-1837 1837-1848           | SHPA                 |
| Pierre Émile Levasseur                     | 1828-1911                   | Histoire des doctrines économiques Géographie, histoire et statistiques économiques                                                              | 1871-1885 1885-1911           | SHPA                 |
| Charles Lévêque                            | 1818-1900                   | Philosophie grecque et latine | 1861-1900                     | SPS                  |
| Pierre-Charles Levesque                    | 1736-1812                   | Histoire et morale | 1791-1812                     | SHPA                 |
| Sylvain Lévi                               | 1863-1935                   | Langue et littérature sanskrites | 1894-1935                     | SHPA                 |
| Claude Lévi-Strauss                        | 1908-2009                   | Anthropologie sociale | 1959-1982                     | SPS                  |
| Isidore Lévy                               | 1871-1959                   | Histoire ancienne de l'Orient sémitique | 1932-1945                     | SHPA                 |
| Maurice Lévy                               | 1838-1910                   | Mécanique analytique et mécanique céleste | 1885-1908                     | SP                   |
| Alain de Libera                            | 1948-                       | Histoire de la philosophie médiévale | 2013-2019                     | SHPA                 |
| Guglielmo Libri Carucci dalla Sommaja      | 1803-1869                   | Mathématiques | 1843-1848                     | SM                   |
| André Lichnerowicz                         | 1915-1998                   | Physique mathématique | 1952-1986                     | SM                   |
| Antoine Lilti                              | 1972-                       | Histoire des Lumières, XVIIIᵉ siècle - XXIᵉ siècle                                                                                               | 2022-                         | SHPA                 |
| Jacques-Louis Lions                        | 1928-2001                   | Analyse mathématique des systèmes et de leur contrôle                                                                                            | 1973-1998                     | SM                   |
| Pierre-Louis Lions                         | 1956-                       | Équations aux dérivées partielles et applications                                                                                                | 2002-                         | SM                   |
| Joseph Liouville                           | 1809-1882                   | Mathématiques | 1851-1882                     | SM                   |
| Arnoult de Lisle                           | 15??-1613                   | Arabe | 1587-1613                     | SHPA                 |
| Jacques Livage                             | 1938-                       | Chimie de la matière condensée | 2001-2009                     | SP                   |
| Alfred Loisy                               | 1857-1940                   | Histoire des religions | 1909-1932                     | SHPA                 |
| Louis de Loménie                           | 1818-1878                   | Langue et littérature françaises modernes | 1864-1878                     | SHPA                 |
| Auguste Longnon                            | 1844-1911                   | Géographie historique de la France | 1892-1911                     | SHPA                 |
| Joseph Loth                                | 1847-1934                   | Langue et littérature celtiques | 1910-1930                     | SHPA                 |
| Pierre Simon Lourdet                       | 17??-1791                   | Hébreu | 1762-1791                     | SHPA                 |
| François Magendie                          | 1783-1855                   | Médecine | 1831-1855                     | SN                   |
| Antoine Magnan                             | 1881-1938                   | Mécanique animale appliquée à l'aviation | 1929-1938                     | SP                   |
| Jean Magnien                               | 15??-1556                   | Mathématiques | 1555-1556                     | SM                   |
| Edmond Malinvaud                           | 1923-2015                   | Analyse économique | 1987-1993                     | SPS                  |
| Stéphane Mallat                            | 1962-                       | Sciences des données | 2018-                         | SM                   |
| Siméon de Malmédy                          | 15??-1584                   | Philosophie grecque et latine | 1572-1584                     | SPS                  |
| Paul-Jacques Malouin                       | 1701-1777                   | Médecine | 1767-1777                     | SN                   |
| Jean-Louis Mandel                          | 1946-                       | Génétique humaine | 2004-2016                     | SN                   |
| Szolem Mandelbrojt                         | 1899-1983                   | Mathématique et mécanique | 1938-1972                     | SM                   |
| William Marçais                            | 1872-1956                   | Langue et littérature arabes | 1927-1943                     | SHPA                 |
| Théodore Marcile                           | 1548-1617                   | Éloquence latine | 1602-1617                     | SHPA                 |
| Étienne-Jules Marey                        | 1830-1904                   | Histoire naturelle des corps organisés | 1869-1904                     | SN                   |
| Marcel Marion                              | 1857-1940                   | Étude des faits économiques et sociaux | 1912-1932                     | SPS                  |
| Jacques Martin                             | 15??-1625                   | Mathématiques | 1609-1625                     | SM                   |
| Jean Martin                                | 15??-1608                   | Médecine | 1588-1608                     | SN                   |
| Jean Martin                                | 15??-1625                   | Arabe | 1612-1625                     | SHPA                 |
| Alfred Martineau                           | 1859-1945                   | Histoire coloniale | 1921-1935                     | SHPA                 |
| William Marx                               | 1966-                       | Littératures comparées | 2019-                         | SHPA                 |
| Éleuthère Mascart                          | 1837-1908                   | Physique générale et expérimentale | 1872-1908                     | SP                   |
| Gaston Maspero                             | 1846-1916                   | Philologie et archéologie égyptiennes | 1874-1916                     | SHPA                 |
| Henri Maspero                              | 1883-1945                   | Langue et littérature chinoises | 1919-1945                     | SHPA                 |
| Guillaume Massieu                          | 1665-1722                   | Grec | 1707-1722                     | SHPA                 |
| Louis Massignon                            | 1883-1962                   | Sociologie et sociographie musulmanes | 1926-1954                     | SPS                  |
| Camille Matignon                           | 1867-1934                   | Chimie minérale | 1908-1934                     | SP                   |
| Antoine-René Mauduit                       | 1731-1815                   | Mathématiques | 1770-1815                     | SM                   |
| Alfred Maury                               | 1817-1892                   | Histoire et morale | 1862-1892                     | SHPA                 |
| Marcel Mauss                               | 1872-1950                   | Sociologie | 1931-1942                     | SPS                  |
| André Mayer                                | 1875-1956                   | Histoire naturelle des corps organisés | 1922-1946                     | SN                   |
| André Mazon                                | 1881-1967                   | Langue et littérature slaves | 1923-1951                     | SHPA                 |
| Antoine Meillet                            | 1866-1936                   | Grammaire comparée | 1906-1936                     | SHPA                 |
| Pierre-Michel Menger                       | 1953-                       | Sociologie du travail créateur | 2013-                         | SPS                  |
| Jean Mercier                               | 1525-1570                   | Hébreu | 1546-1570                     | SHPA                 |
| Maurice Merleau-Ponty                      | 1908-1961                   | Philosophie | 1952-1961                     | SPS                  |
| Jean de Merliers                           | 15??-1580                   | Mathématiques | 1577-1580                     | SM                   |
| Paul Meyer                                 | 1840-1917                   | Langues et littératures de l'Europe méridionale                                                                                                  | 1876-1906                     | SHPA                 |
| André Michel                               | 1853-1925                   | Histoire de l'art français | 1920-1925                     | SHPA                 |
| Auguste Michel-Lévy                        | 1844-1911                   | Histoire naturelle des corps inorganiques | 1905-1911                     | SP                   |
| Jules Michelet                             | 1798-1874                   | Histoire et morale | 1838-1852                     | SHPA                 |
| Adam Mickiewicz                            | 1798-1855                   | Langue et littérature slaves | 1838-1852                     | SHPA                 |
| Gabriel Millet                             | 1867-1953                   | Esthétique et histoire de l'art | 1925-1937                     | SHPA                 |
| Robert Minder                              | 1902-1950                   | Langues et littératures d'origine germanique | 1957-1973                     | SHPA                 |
| André Miquel                               | 1929-2022                   | Langue et littérature arabes classiques | 1976-1997                     | SHPA                 |
| Jules Mohl                                 | 1800-1876                   | Persan | 1850-1876                     | SHPA                 |
| Henri de Monantheuil                       | 1536-1606                   | Mathématiques | 1573-1606                     | SM                   |
| Paul Monceaux                              | 1859-1941                   | Histoire de la littérature latine | 1907-1937                     | SHPA                 |
| Jacques Monod                              | 1910-1976                   | Biologie moléculaire | 1967-1973                     | SN                   |
| François du Monstier                       | 16??-1661                   | Philosophie grecque et latine | 1646-1661                     | SPS                  |
| Robert Montagne                            | 1893-1954                   | Histoire de l'expansion de l'Occident | 1948-1954                     | SHPA                 |
| Pierre Montet                              | 1885-1966                   | Égyptologie | 1948-1956                     | SHPA                 |
| Pierre de Montmaur                         | 1576-1648                   | Grec | 1623-1648                     | SHPA                 |
| Alessandro Morbidelli                      | 1966-                       | Formation planétaire de la Terre aux exoplanètes                                                                                                 | 2023-                         | SP                   |
| Jean-Baptiste Moreau                       | 16??-1693                   | Médecine | 1654-1693                     | SN                   |
| Jean-Baptiste René Moreau                  | 16??-1706                   | Médecine | 1681-1706                     | SN                   |
| René Moreau                                | 1587-1656                   | Médecine | 1632-1656                     | SN                   |
| François Morel                             | 1923-2007                   | Physiologie cellulaire | 1967-1993                     | SN                   |
| Fédéric Morel                              | 1552-1630                   | Éloquence latine | 1586-1630                     | SHPA                 |
| Alfred Morel-Fatio                         | 1850-1924                   | Langues et littératures de l'Europe méridionale                                                                                                  | 1907-1924                     | SHPA                 |
| Alexandre Moret                            | 1868-1938                   | Égyptologie | 1923-1938                     | SHPA                 |
| Jean-Baptiste Morin                        | 1583-1656                   | Mathématiques | 1630-1656                     | SM                   |
| Michel Morus                               | 1639-1720                   | Philosophie grecque et latine | 1703-1720                     | SPS                  |
| Fernand Mossé                              | 1892-1956                   | Langues et littératures d'origine germanique | 1949-1956                     | SHPA                 |
| Charles Moureu                             | 1863-1929                   | Chimie organique | 1917-1929                     | SP                   |
| Siméon Marotte de Muis                     | 1587-1644                   | Hébreu | 1614-1644                     | SHPA                 |
| Salomon Munk                               | 1805-1867                   | Langues hébraïque, chaldaïque et syriaque | 1864-1867                     | SHPA                 |
| Paul Mus                                   | 1902-1969                   | Civilisations de l'Extrême-Orient | 1946-1969                     | SHPA                 |
| Jean Nageotte                              | 1866-1948                   | Histologie comparée | 1912-1937                     | SN                   |
| Louis Nattan-Larrier                       | 1873-1946                   | Études coloniales, protistologie pathologique | 1923-1943                     | SN                   |
| Joseph Naudet                              | 1786-1878                   | Poésie latine | 1821-1830                     | SHPA                 |
| Charles Nicolle                            | 1866-1956                   | Médecine | 1932-1936                     | SN                   |
| Désiré Nisard                              | 1806-1888                   | Éloquence latine | 1844-1852                     | SHPA                 |
| Louis Noël de Normandie                    | 16??-1693                   | Philosophie grecque et latine | 1663-1693                     | SPS                  |
| Jean Nourisson                             | 1825-1899                   | Histoire de la philosophie moderne | 1874-1899                     | SHPA                 |
| Philippe Nozières                          | 1932-2022                   | Physique statistique | 1983-2001                     | SP                   |
| Pierre Nyon                                | 16??-1693                   | Philosophie grecque et latine | 1669-1682                     | SPS                  |
| Charles Oberling                           | 1895-1960                   | Médecine | 1955-1960                     | SN                   |
| Étienne Œhmichen                           | 1884-1955                   | Aérolocomotion mécanique et biologique | 1939-1955                     | SP                   |
| Jules Oppert                               | 1825-1905                   | Philologie et archéologie assyriennes | 1874-1905                     | SHPA                 |
| Carlo Ossola                               | 1946-                       | Littératures modernes de l'Europe néolatine | 1999-2020                     | SHPA                 |
| Jean Otter                                 | 1707-1748                   | Arabe | 1746-1748                     | SHPA                 |
| Pierre Padet                               | 1582-1663                   | Philosophie grecque et latine | 1647-1663                     | SPS                  |
| Paul Paradis                               | 14??-1554                   | Hébreu | 1530-1549                     | SHPA                 |
| François Parent                            | 15??-1622                   | Philosophie grecque et latine Hébreu | 1594-1622                     | SPS SHPA             |
| Gaston Paris                               | 1859-1903                   | Langue et littérature françaises du Moyen Âge | 1872-1903                     | SHPA                 |
| Paulin Paris                               | 1800-1881                   | Langue et littérature françaises du Moyen Âge | 1853-1872                     | SHPA                 |
| Jean Passerat                              | 1534-1602                   | Éloquence latine | 1572-1602                     | SHPA                 |
| Emmanuel de Pastoret                       | 1756-1840                   | Droit de la nature et des gens | 1804-1821                     | SPS                  |
| Guy Patin                                  | 1602-1672                   | Médecine | 1654-1672                     | SN                   |
| Abel Pavet de Courteille                   | 1821-1889                   | Turc et persan Turc | 1861-1885 1885-1889           | SHPA                 |
| Théodore Pavie                             | 1811-1896                   | Langue et littérature sanskrites | 1853-1857                     | SHPA                 |
| Jean-Claude Pecker                         | 1923-2020                   | Astrophysique théorique | 1964-1988                     | SP                   |
| Jean Pellerin                              | 15??-1611                   | Philosophie grecque et latine | 1567-1611                     | SPS                  |
| Paul Pelliot                               | 1878-1945                   | Langues, histoire et archéologie de l'Asie centrale                                                                                              | 1911-1945                     | SHPA                 |
| Théophile-Jules Pelouze                    | 1807-1867                   | Chimie minérale | 1845-1850                     | SP                   |
| Jean Péna                                  | 1530-1560                   | Mathématiques | 1557-1558                     | SM                   |
| Jean Perreau                               | 15??-1645                   | Philosophie grecque et latine | 1622-1645                     | SPS                  |
| Francis Perrin                             | 1901-1992                   | Physique atomique et moléculaire | 1946 - 1972                   | SP                   |
| François Perroux                           | 1903-1987                   | Analyse des faits économiques et sociaux | 1955-1974                     | SPS                  |
| Alexandre-Louis-Marie Pétis de La Croix    | 1693-1751                   | Arabe | 1744-1751                     | SHPA                 |
| François Pétis de La Croix                 | 1653-1713                   | Arabe | 1692-1713                     | SHPA                 |
| Christine Petit                            | 1948-                       | Génétique et physiologie cellulaire | 2001-2020                     | SN                   |
| André Pézard                               | 1893-1984                   | Littérature et civilisation italiennes | 1951-1953                     | SHPA                 |
| Nicolas Piat                               | 17??-1756                   | Éloquence latine | 1741-1756                     | SHPA                 |
| Jacques Piénud                             | 16??-1703                   | Grec | 1698-1703                     | SHPA                 |
| Henri Piéron                               | 1881-1964                   | Physiologie des sensations | 1923-1951                     | SN                   |
| Simon Piètre                               | 1565-1618                   | Médecine | 1594-1607                     | SN                   |
| André Piganiol                             | 1883-1968                   | Civilisation romaine | 1942-1954                     | SHPA                 |
| Jacques Pigis                              | 16??-1676                   | Grec | 1650-1676                     | SHPA                 |
| Jacques Pinssonnat                         | 16??-1723                   | Hébreu | 1689-1723                     | SHPA                 |
| Vinciane Pirenne-Delforge                  | 1963-                       | Religion, histoire et société dans le monde grec                                                                                                 | 2017-                         | SHPA                 |
| François-André-Adrien Pluquet              | 1716-1790                   | Philosophie morale | 1776-1781                     | SPS                  |
| Pierre-Isaac Poissonnier                   | 1720-1798                   | Médecine | 1745-1798                     | SN                   |
| Jean Pommier                               | 1893-1973                   | Histoire des créations littéraires en France | 1946-1964                     | SHPA                 |
| Pierre Ponçon                              | 15??-1603                   | Médecine | 1595-1603                     | SN                   |
| Antoine Portal                             | 1742-1832                   | Médecine Anatomie | 1769-1773 1773-1832           | SN                   |
| Xavier de Portets                          | 17??-1854                   | Droit de la nature et des gens | 1822-1854                     | SPS                  |
| Georges Posener                            | 1906-1988                   | Philologie et archéologie égyptiennes | 1961-1978                     | SHPA                 |
| Guillaume Postel                           | 1510-1581                   | Langues orientales (autres que l'hébreu) | 1538-1543                     | SHPA                 |
| Laurent Pothenot                           | 1650-1732                   | Mathématiques | 1684-1732                     | SM                   |
| Julien Pouchard                            | 1656-1705                   | Grec | 1704-1705                     | SHPA                 |
| Germain Préaulx                            | 16??-1731                   | Médecine | 1691-1731                     | SN                   |
| Jacques Prentki                            | 1920-2009                   | Physique théorique des particules élémentaires                                                                                                   | 1964-1983                     | SP                   |
| Joseph Privat de Molières                  | 1677-1742                   | Philosophie grecque et latine | 1723-1742                     | SPS                  |
| Alain Prochiantz                           | 1948-                       | Processus morphogénétiques | 2007-2019                     | SN                   |
| Jean Przyluski                             | 1885-1944                   | Histoire et philologie indochinoises | 1931-1944                     | SHPA                 |
| Henri-Charles Puech                        | 1902-1986                   | Histoire des religions | 1952-1972                     | SHPA                 |
| Étienne Quatremère                         | 1782-1857                   | Hébreu | 1819-1857                     | SHPA                 |
| Edgar Quinet                               | 1803-1875                   | Langues et littératures de l'Europe méridionale                                                                                                  | 1841-1875                     | SHPA                 |
| Lluis Quintana-Murci                       | 1970-                       | Génomique humaine et évolution | 2019-                         | SN                   |
| Vincent Raffar                             | 15??-1606                   | Philosophie grecque et latine | 1589-1606                     | SPS                  |
| Pierre de La Ramée                         | 1515-1572                   | Mathématiques Philosophie grecque et latine | 1551-1572                     | SM SPS               |
| Louis-Antoine Ranvier                      | 1835-1922                   | Anatomie générale | 1875-1911                     | SN                   |
| André Rat de Mondon                        | 17??-1786                   | Droit canon | 1763-1786                     | SPS                  |
| Isabelle Ratié                             | 19??-                       | Histoire des systèmes de pensée de l’Inde | 2025-                         | SPS                  |
| Joseph Raulin                              | 1708-1784                   | Médecine | 1776-1784                     | SN                   |
| Joseph Récamier                            | 1774-1752                   | Médecine | 1827-1830                     | SN                   |
| François Recanati                          | 1952-                       | Philosophie du langage et de l'esprit | 2019-                         | SPS                  |
| Roland Recht                               | 1941-                       | Histoire de l'art médiéval européen médiéval et moderne                                                                                          | 2001-2012                     | SHPA                 |
| Henri Victor Regnault                      | 1810-1878                   | Physique générale et expérimentale | 1841-1871                     | SP                   |
| Théodore Reinach                           | 1860-1928                   | Numismatique de l'Antiquité | 1924-1928                     | SHPA                 |
| Fréderic Reisner                           | ?-?                         | Mathématiques | 1576-?                        | SM                   |
| Abraham Remy                               | 1600-1646                   | Éloquence latine | 1643-1646                     | SHPA                 |
| Ernest Renan                               | 1823-1892                   | Langues hébraïque, chaldaïque et syriaque | 1862-1892                     | SHPA                 |
| Georges Renard                             | 1847-1930                   | Histoire du travail | 1907-1930                     | SHPA                 |
| Augustin Renaudet                          | 1880-1958                   | Histoire de la civilisation italienne | 1946-1980                     | SHPA                 |
| Léon Renier                                | 1809-1885                   | Épigraphie et antiquités romaines | 1861-1885                     | SHPA                 |
| Alain Restauld de Caligny                  | 15??-1565                   | Hébreu | 1541-1565                     | SHPA                 |
| Israël Salvator Révah                      | 1917-1973                   | Langues et littératures de la péninsule ibérique et de l'Amérique latine                                                                         | 1966-1973                     | SHPA                 |
| Albert Réville                             | 1826-1906                   | Histoire des religions | 1880-1906                     | SHPA                 |
| Jean Réville                               | 1854-1908                   | Histoire des religions | 1907-1908                     | SHPA                 |
| Théodule Ribot                             | 1839-1916                   | Psychologie expérimentale et comparée | 1888-1901                     | SPS                  |
| Armand de Ricqlès                          | 1938-                       | Biologie historique et évolutionnisme | 1996-2010                     | SN                   |
| Jacques Rinn                               | 17??-1854                   | Éloquence latine | 1853-1854                     | SHPA                 |
| Jean Riolan                                | 1577-1657                   | Médecine | 1604-1657                     | SN                   |
| Friedrich Risner                           | 1520-1580                   | Mathématiques | 1576 (?)                      | SM                   |
| A. Rivière                                 | 17??-1799                   | Hébreu | 1794-1799                     | SHPA                 |
| Luigi Rizzi                                | 1952-                       | Linguistique générale | 2020-                         | SHPA                 |
| Cyprien Robert                             | 1807-18??                   | Langue et littérature slaves | 1852-1857                     | SHPA                 |
| Jean-Noël Robert                           | 1949-                       | Philologie de la civilisation japonaise | 2011-2022                     | SHPA                 |
| Louis Robert                               | 1904-1985                   | Épigraphie et antiquités grecques | 1939-1974                     | SHPA                 |
| Gilles Personne de Roberval                | 1602-1675                   | Mathématiques | 1634-1675                     | SM                   |
| Daniel Roche                               | 1935-2023                   | Histoire de la France des Lumières | 1999-2004                     | SHPA                 |
| Jean Roche                                 | 1901-1992                   | Biochimie générale et comparée | 1947-1972                     | SN                   |
| Charles Rollin                             | 1661-1741                   | Éloquence latine | 1688-1741                     | SHPA                 |
| Thomas Römer                               | 1955-                       | Milieux Bibliques | 2007-                         | SHPA                 |
| Jacqueline de Romilly                      | 1913-2010                   | La Grèce et la formation de la pensée morale et politique                                                                                        | 1973-1984                     | SHPA                 |
| Mario Roques                               | 1875-1961                   | Histoire du vocabulaire français | 1937-1946                     | SHPA                 |
| Pierre Rosanvallon                         | 1948-                       | Histoire moderne et contemporaine du politique                                                                                                   | 2001-2018                     | SHPA                 |
| Pellegrino Rossi                           | 1787-1848                   | Économie politique | 1833-1840                     | SPS                  |
| Jean Pierre Rossignol                      | 1803-1893                   | Langue et littérature grecques | 1855-1892                     | SHPA                 |
| Emmanuel de Rougé                          | 1811-1872                   | Philologie et archéologie égyptiennes | 1860-1872                     | SHPA                 |
| Pierre-Jean Rousselot                      | 1846-1924                   | Phonétique expérimentale | 1923-1924                     | SHPA                 |
| Jean Rouxel                                | 1935-1998                   | Chimie des solides | 1997-1998                     | SP                   |
| Jean Ruault                                | 1580-1636                   | Éloquence latine | 1629-1636                     | SHPA                 |
| Jacques Ruffié                             | 1921-2004                   | Anthropologie physique | 1972-1992                     | SPS                  |
| Pierre Ruffin                              | 1742-1824                   | Turc et persan Turc | 1784-1805 1805-1822           | SHPA                 |
| David Sainclair                            | 15??-1629                   | Mathématiques | 1599-1629                     | SM                   |
| Charles-Augustin Sainte-Beuve              | 1804-1869                   | Poésie latine | 1854-1869                     | SHPA                 |
| Charles Sainte-Claire Deville              | 1814-1876                   | Histoire naturelle des corps inorganiques | 1875-1876                     | SP                   |
| Émile Saisset                              | 1814-1863                   | Philosophie grecque et latine | 1853-1857                     | SPS                  |
| Claude Sallier                             | 1685-1761                   | Hébreu | 1718-1761                     | SHPA                 |
| Clément Sanchez                            | 1949-                       | Chimie des matériaux hybrides | 2010-2020                     | SP                   |
| Philippe Sansonetti                        | 1949-                       | Microbiologie et maladies infectieuses | 2008-2020                     | SN                   |
| Jean-Baptiste Sarazin                      | 16??-1718                   | Hébreu | 1700-1718                     | SHPA                 |
| Jean Sauvaget                              | 1901-1950                   | Histoire du monde arabe | 1946-1950                     | SHPA                 |
| Joseph Sauveur                             | 1653-1716                   | Mathématiques | 1686-1716                     | SM                   |
| Alfred Sauvy                               | 1898-1990                   | Démographie sociale : la vie des populations | 1959-1969                     | SPS                  |
| Félix Savart                               | 1791-1841                   | Physique générale et expérimentale | 1836-1841                     | SP                   |
| Jean-Baptiste Say                          | 1767-1832                   | Économie politique | 1831-1832                     | SPS                  |
| Claude Schaeffer-Forrer                    | 1898-1982                   | Archéologie de l'Asie occidentale | 1954-1959                     | SHPA                 |
| John Scheid                                | 1946-                       | Religion, institutions et société de la Rome antique                                                                                             | 2001-2016                     | SHPA                 |
| Joseph Schell                              | 1935-2003                   | Biologie moléculaire des plantes | 1995-1998                     | SN                   |
| Paul Schützenberger                        | 1829-1897                   | Chimie minérale | 1876-1897                     | SP                   |
| Claude Seguin                              | 16??-1658                   | Médecine | 1630-1658                     | SN                   |
| Michel Seguin                              | 15??-1623                   | Médecine | 1618-1623                     | SN                   |
| Pierre Seguin                              | 15??-1600                   | Médecine | 1588-1600                     | SN                   |
| Nicolas-Joseph Sélis                       | 1737-1802                   | Poésie latine | 1795-1802                     | SHPA                 |
| Jean-Pierre Serre                          | 1926-                       | Algèbre et géométrie | 1956-1994                     | SM                   |
| Joseph-Alfred Serret                       | 1819-1885                   | Mécanique céleste | 1861-1885                     | SP                   |
| André Siegfried                            | 1875-1959                   | Géographie économique et politique | 1933-1946                     | SPS                  |
| Antoine-Isaac Silvestre de Sacy            | 1758-1838                   | Persan | 1806-1838                     | SHPA                 |
| François Simiand                           | 1873-1935                   | Histoire du travail | 1932-1935                     | SHPA                 |
| Gabriel Sionite                            | 1577-1648                   | Arabe | 1614-1646                     | SHPA                 |
| Jean-Baptiste Souchay                      | 1688-1746                   | Éloquence latine | 1732-1748                     | SHPA                 |
| Joannes Stadius                            | 1527-1579                   | Mathématiques | 1576-1579                     | SM                   |
| Rolf Alfred Stein                          | 1911-1999                   | Étude du monde chinois : institutions et concepts                                                                                                | 1966-1981                     | SHPA                 |
| Jean Strazel                               | 14??-1559                   | Grec | 1535-1559                     | SHPA                 |
| Alain Supiot                               | 1949-                       | État social et mondialisation : analyse juridique des solidarités                                                                                | 2012-2019                     | SPS                  |
| Jacobus Sylvius                            | 1478-1555                   | Médecine | 1550-1555                     | SN                   |
| Jean-Marie Tarascon                        | 1953-                       | Chimie du solide et énergie | 2013-                         | SP                   |
| Gabriel Tarde                              | 1843-1904                   | Philosophie moderne | 1904-1904                     | SPS                  |
| Michel Tardieu                             | 1938-                       | Histoire des syncrétismes de la fin de l'Antiquité                                                                                               | 1991-2008                     | SHPA                 |
| Jean Tarin                                 | 1586-1666                   | Éloquence latine | 1636-1661                     | SHPA                 |
| Nicolas Tavernier                          | 1620-1698                   | Grec | 1667-1698                     | SHPA                 |
| Javier Teixidor                            | 1930-2017                   | Antiquités sémitiques | 1996-2001                     | SHPA                 |
| Antoine Terrasson                          | 1703-1782                   | Droit canon | 1754-1773                     | SPS                  |
| Jean Terrasson                             | 1670-1750                   | Philosophie grecque et latine | 1720-1750                     | SPS                  |
| Hugues de Thé                              | 1959-                       | Oncologie cellulaire et moléculaire | 2014-                         | SN                   |
| Louis Jacques Thénard                      | 1777-1857                   | Chimie | 1804-1845                     | SP                   |
| Jacques Thuillier                          | 1928-2011                   | Histoire de la création artistique en France | 1977-1998                     | SHPA                 |
| Jean-François Thurot                       | 1768-1832                   | Langue et philosophie grecques | 1814-1832                     | SHPA                 |
| Claudine Tiercelin                         | 1952-                       | Métaphysique et philosophie de la connaissance                                                                                                   | 2011-2025                     | SPS                  |
| Jean Tileman Stella                        | 15??-1644                   | Mathématiques | 1637-1644                     | SM                   |
| Pierre-François Tissot                     | 1768-1854                   | Poésie latine | 1813-1854                     | SHPA                 |
| Jacques Tits                               | 1930-2021                   | Théorie des groupes | 1975-2000                     | SM                   |
| Ernest Tonnelat                            | 1877-1948                   | Langues et littératures d'origine germanique | 1934-1948                     | SHPA                 |
| Pierre Toubert                             | 1932-                       | Histoire de l'Occident méditerranéen au Moyen Âge                                                                                                | 1992-2003                     | SHPA                 |
| Joseph Pitton de Tournefort                | 1656-1708                   | Médecine et botanique | 1706-1708                     | SN                   |
| Jacques Toussain                           | 1499-1547                   | Grec | 1530-1547                     | SHPA                 |
| Adrien Turnèbe                             | 1512-1565                   | Grec Philosophie grecque et latine | 1547-1561 1561-1565           | SHPA SPS             |
| André Vaillant                             | 1890-1977                   | Langue et littérature slaves | 1952-1962                     | SHPA                 |
| Pierre Valens                              | 1570-1641                   | Grec | 1619-1641                     | SHPA                 |
| Paul Valéry                                | 1871-1945                   | Poétique | 1937-1945                     | SHPA                 |
| Pierre Varignon                            | 1654-1722                   | Philosophie grecque et latine | 1694-1722                     | SPS                  |
| François Vatable                           | 1493-1547                   | Hébreu | 1530-1547                     | SHPA                 |
| René Vatry                                 | 1697-1769                   | Grec | 1732-1754                     | SHPA                 |
| Pierre Vattier                             | 1623-1667                   | Arabe | 1658-1667                     | SHPA                 |
| Louis-Nicolas Vauquelin                    | 1763-1829                   | Chimie | 1801-1804                     | SP                   |
| Jean Vauvilliers                           | 1698-1766                   | Grec | 1757-1766                     | SHPA                 |
| Jean-François Vauvilliers                  | 1737-1801                   | Grec | 1766-1791                     | SHPA                 |
| Gilles Veinstein                           | 1945-2013                   | Histoire turque et ottomane | 1999-2012                     | SHPA                 |
| Gabriele Veneziano                         | 1942-                       | Particules élémentaires, gravitation et cosmologie                                                                                               | 2004-2013                     | SP                   |
| Jean-Pierre Vernant                        | 1914-2007                   | Étude comparée des religions antiques | 1975-1984                     | SHPA                 |
| Paul-Marie Veyne                           | 1930-2022                   | Histoire de Rome | 1975-1999                     | SHPA                 |
| Pierre Vignal                              | 1538-1640                   | Hébreu | 1592-1640                     | SHPA                 |
| Guillaume de Villefroy                     | 1690-1777                   | Hébreu | 1752-1777                     | SHPA                 |
| Francesco Vimercato                        | 1512-1571                   | Philosophie grecque et latine | 1542-1561                     | SPS                  |
| Hyacinthe Vincent                          | 1862-1950                   | Épidémiologie | 1925-1936                     | SN                   |
| Claire Voisin                              | 1962-                       | Géométrie algébrique | 2016-2020                     | SM                   |
| Jules Vuillemin                            | 1920-2001                   | Philosophie de la connaissance | 1962-1990                     | SPS                  |
| Nathan Wachtel                             | 1935-                       | Histoire et anthrolopologie des sociétés méso- et sud-américaines                                                                                | 1992-2005                     | SHPA                 |
| Henri Wallon                               | 1879-1962                   | Psychologie et éducation de l'enfance | 1937-1949                     | SPS                  |
| Harald Weinrich                            | 1927-2022                   | Langues et littératures romanes | 1992-1998                     | SHPA                 |
| Gaston Wiet                                | 1887-1971                   | Langue et littérature arabes | 1951-1959                     | SHPA                 |
| Pierre-Étienne Will                        | 1944-                       | Histoire de la Chine moderne | 1991-2014                     | SHPA                 |
| Étienne Wolff                              | 1904-1996                   | Embryologie expérimentale | 1955-1974                     | SN                   |
| Grégoire Wyrouboff                         | 1843-1913                   | Histoire générale des sciences | 1903-1913                     | SHPA                 |
| Jean-Christophe Yoccoz                     | 1957-2016                   | Équations différentielles et systèmes dynamiques                                                                                                 | 1997-2016                     | SM                   |
| Jean Yoyotte                               | 1927-2009                   | Égyptologie | 1991-1997                     | SHPA                 |
| Don Zagier                                 | 1951-                       | Théorie des nombres | 2000-2014                     | SM                   |
| Jean-Marie Zemb                            | 1928-2007                   | Grammaire et pensée allemandes | 1986-1998                     | SHPA                 |
| Michel Zink                                | 1945-                       | Littératures de la France médiévale | 1995-2016                     | SHPA                 |

## Chaires internationales (pluriannuelles)
| Titulaire           |       | Chaire                                                                         |           | Institution                                        | Catégorie |
| ------------------- | ----- | ------------------------------------------------------------------------------ | --------- | -------------------------------------------------- | --------- |
| Jean-Louis Cohen    | 1949- | Architecture et forme urbaine                                                  | 2013-2021 | Université de New York                             | SHPA      |
| Edhem Eldem         | 1960- | Histoire turque et ottomane                                                    | 2017-2022 | Université du Bosphore                             | SHPA      |
| Jean-Jacques Hublin | 1953- | Paléoanthropologie du genre Homo                                               | 2014-2021 | Institut Max-Planck d'anthropologie évolutionniste | SN        |
| Ngô Bảo Châu        | 1972- | Formes automorphes                                                             | 2019-2024 | Université de Chicago                              | SM        |
| Bénédicte Savoy     | 1972- | Histoire culturelle des patrimoines artistiques en Europe, XVIIIe – XXe siècle | 2016-2021 | Université technique de Berlin                     | SHPA      |
| Sanjay Subrahmanyam | 1961- | Histoire globale de la première modernité                                      | 2013-2021 | UCLA                                               | SHPA      |
| Denis Duboule       | 1955- | Évolution des génomes et développement                                         | 2017-2022 | EPFL et Université de Genève                       | SN        |

## Chaires européennes (annuelles)
| Titulaire                   |           | Chaire                                                                                |           |             |  |
| --------------------------- | --------- | ------------------------------------------------------------------------------------- | --------- | ----------- |  |
| Hans Belting                | 1935-2022 | Histoire globale de la première modernité                                             | 2000-2003 | Allemagne   |  |
| Theodor Berchem             | 1935-     | Tradition et progrès. La mission de l'université                                      | 2003-2004 | Allemagne   |  |
| Maurice Bloch               | 1939-     | L'anthropologie cognitive à l'épreuve du terrain. L'exemple de la théorie de l'esprit | 2005-2006 | Royaume-Uni |  |
| Umberto Eco                 | 1932-2016 | La quête d'une langue parfaite dans l'histoire de la culture européenne               | 1992-1993 | Italie      |  |
| Michael Edwards             | 1938-     | Poétiques de Shakespeare. Racine et Shakespeare                                       | 2000-2001 | Royaume-Uni |  |
| Thomas W. Gaehtgens         | 1940-     | L'image des collections en Europe au XVIIIe siècle                                    | 1998-1999 | Allemagne   |  |
| Werner Hildenbrand          | 1936-     | Réflexions sur le contenu empirique des théories économiques                          | 1993-1994 | Allemagne   |  |
| Manfred Kropp               | 1947-     | Comment se fait un texte et son histoire : l'exemple du Coran                         | 2007-2008 | Allemagne   |  |
| Wolf Lepenies               | 1941-     | Les intellectuels et la politique de l'esprit dans l'histoire européenne              | 1991-1992 | Allemagne   |  |
| Claudio Magris              | 1939-     | Nihilisme et mélancolie. Jacobsen et son Niels Lyhne                                  | 2001-2002 | Italie      |  |
| Hans Wilhelm Müller-Gärtner | 1954-     | Les bases neurales de la conscience : apport de l'imagerie cérébrale                  | 1999-2000 | Allemagne   |  |
| Norbert Ohler               | 1935-     | « In Viam Pacis Dirige Nos. » L'apport des pèlerins à la formation de l'Europe        | 1994-1995 | Allemagne   |  |
| Guy Orban                   | 1945-     | La vision, mission du cerveau                                                         | 2006-2007 | Belgique    |  |
| Klaus Rajewsky              | 1936-     | Mutagenèse chez la souris                                                             | 1995-1996 | Allemagne   |  |
| Sandro Stringari            | 1949-     | Condensation de Bose Einstein et superfluidité                                        | 2004-2005 | Italie      |  |
| Abram de Swaan              | 1942-     | Langue et culture dans la société transnationale                                      | 1997-1998 | Pays-Bas    |  |
| Harald Weinrich             | 1927-2022 | La mémoire linguistique de l'Europe                                                   | 1989-1990 | Allemagne   |  |
| Peter Westbroek             | 1937-     | Unité et diversité du vivant. Schémas évolutifs de la biosphère                       | 1996-1997 | Pays-Bas    |  |

## Chaires internationales (annuelles)
| Titulaire           |           | Chaire                                                                    |           |               |                       |
| ------------------- | --------- | ------------------------------------------------------------------------- | --------- | ------------- | --------------------- |
| James Watson Cronin | 1931-2016 | Le développement de la physique des particules et des grandes expériences | 1999-2000 | États-Unis    | États-Unis d'Amérique |
| Stuart Edelstein    | 1941      | La transduction du signal en biologie                                     | 2003-2004 | États-Unis    | États-Unis d'Amérique |
| Paul Farmer         | 1959-2022 | La violence culturelle et la matérialité du social                        | 2001-2002 | États-Unis    | États-Unis d'Amérique |
| Bronisław Geremek   | 1932-2008 | Histoire sociale, exclusions et solidarité                                | 1992-1993 | Pologne       |                       |
| Patrice Higonnet    | 1938      | La violence culturelle et la matérialité du social                        | 1998-1999 | États-Unis    | États-Unis d'Amérique |
| Igor Mel'čuk        | 1932      | La linguistique sens-texte et sa place dans la science moderne            | 1996-1997 | Canada        |                       |
| Harris Memel-Fotê   | 1930      | L'esclavage lignager africain et l'anthropologie des droits de l'homme    | 1995-1996 | Côte d'Ivoire |                       |
| Jayant Narlikar     | 1938      | Faits et spéculations en cosmologie                                       | 2003-2004 | Inde          |                       |
| Thomas Pavel        | 1941      | Comment écouter la littérature                                            | 2005-2006 | États-Unis    | États-Unis d'Amérique |
| Orest Ranum         | 1933      | La France des années 1650 : histoires et historiographies                 | 1994-1995 | États-Unis    | États-Unis d'Amérique |
| Celâl Şengör        | 1955      | L'histoire d'une science est la science même. Le cas de la tectonique     | 2004-2005 | Turquie       |                       |
| Brian Stock         | 1939      | La connaissance de soi et la littérature biographique au Moyen Âge        | 1997-1998 | Canada        |                       |
| Miklós Szabó        | 1940      | Histoire des Celtes danubiens et leur romanisation                        | 2000-2001 | Hongrie       |                       |
| Daniele Vitali      | 1948-2000 | Les Celtes d'Italie                                                       | 2006-2007 | Italie        |                       |
| Guangda Zhang       | 1931      | La Chine et les civilisations de l'Asie centrale du VIIe au XIe siècle    | 1993-1994 | Chine         |                       |

## Chaires spéciales

### Création artistique (2004-2023)
| Titulaire                |           | Chaire                                                |           |
| ------------------------ | --------- | ----------------------------------------------------- | --------- |
| Pierre-Laurent Aimard    | 1957-     | Paramètres et dimensions de l’interprétation musicale | 2008-2009 |
| Karol Beffa              | 1973-     | Comment parler de musique                             | 2012-2013 |
| Gilles Clément           | 1943-     | Paysages, jardins et génie naturel                    | 2011-2012 |
| Tony Cragg               | 1949-     | Les objets parlent                                    | 2013-2014 |
| Pascal Dusapin           | 1955-     | Composer : musique, paradoxes, flux                   | 2006-2007 |
| Amos Gitaï               | 1950-     | Traverser les frontières                              | 2018-2019 |
| Anselm Kiefer            | 1945-     | L'art survivra à ses ruines                           | 2010-2011 |
| Alain Mabanckou          | 1966-     | Lettres noires : des ténèbres à la lumière            | 2015-2016 |
| Philippe Manoury         | 1952-     | L'invention de la musique                             | 2016-2017 |
| Ariane Mnouchkine        | 1939-     | Théâtre : A renoncé à la chaire.                      | 2007-2008 |
| Jacques Nichet           | 1942-2019 | Le théâtre n'existe pas                               | 2009-2010 |
| Benoît Peeters           | 1956-     | Poétique de la bande dessinée                         | 2022-2023 |
| Christian de Portzamparc | 1944-     | Architecture : figures du monde, figures du temps     | 2005-2006 |

### Chaire Européenne (2016-2019)
| Titulaire         |       | Chaire |           |
| ----------------- | ----- | --- | --------- |
| Lucrezia Reichlin | 1954- | La Banque centrale européenne (EBC) et la crise de l’euro                                                              | 2018-2019 |
| Victor Stoichita  | 1946- | L’Europe des images | 2017-2018 |
| Alain Wijffels    | 1949- | Miroir et mémoire de l’Europe : à la recherche d’une culture juridique partagée, du Moyen Âge à l’époque contemporaine | 2016-2017 |

### L'invention de l'Europe par les langues et les cultures (2021-)
| Titulaire        |       | Chaire                                                                           |           |
| ---------------- | ----- | -------------------------------------------------------------------------------- | --------- |
| Mieke Bal        | 1946- | Un rêve culturel : l’Europe au pluriel                                           | 2022-2023 |
| Alberto Manguel  | 1948- | Europa : le mythe comme métaphore                                                | 2021-2022 |
| Wajdi Mouawad    | 1968- | Les verbes de l’écriture                                                         | 2024-2025 |
| Peter Sloterdijk | 1947- | Quelques signets dans le livre de l’Europe                                       | 2023-2024 |
| Lea Ypi          | 1979- | Raison critique et héritage des Lumières : repenser le socialisme au XXIe siècle | 2025-2026 |

### Biodiversité et écosystèmes (2020-)
| Titulaire                  |       | Chaire                                                            |           |
| -------------------------- | ----- | ----------------------------------------------------------------- | --------- |
| Chris Bowler               | 1965- | La biodiversité et les écosystèmes à travers le temps et l'espace | 2020-2021 |
| Franck Courchamp           | 1969- | Les invasions biologiques                                         | 2024-2025 |
| Virginie Courtier-Orgogozo | 1977- | Penser le vivant autrement                                        | 2022-2023 |
| Tatiana Giraud             | 1972- | Dynamique de la biodiversité et évolution                         | 2021-2022 |
| Sandra Lavorel             | 1965- | L'écologie fonctionnelle                                          | 2025-2026 |
| Emmanuelle Porcher         | 1976- | La reproduction des plantes à fleurs (Angiospermes)               | 2023-2024 |

### Mondes francophones (2018-)
| Titulaire           |       | Chaire                                                            |           |
| ------------------- | ----- | ----------------------------------------------------------------- | --------- |
| Yanick Lahens       | 1953- | Haïti autrement                                                   | 2018-2019 |
| Yadh Ben Achour     | 1945- | Les révolutions dans la pensée et dans l'histoire des faits       | 2019-2022 |
| Bùi Trân Phượng     | 1950- | Femmes vietnamiennes : Pouvoirs, cultures et identités plurielles | 2022-2023 |
| Salikoko S. Mufwene | 19??- | Dynamiques langagières dans l’univers francophone                 | 2023-2024 |

### Santé publique (2018-)
| Titulaire        |       | Chaire                                                                                 |           |
| ---------------- | ----- | -------------------------------------------------------------------------------------- | --------- |
| Nathalie Bajos   | 19??- | La production sociale des inégalités de santé                                          | 2024-2025 |
| Arnaud Fontanet  | 1961- | Les pandémies                                                                          | 2018-2019 |
| Didier Fassin    | 1955- | Les mondes de la santé publique : excursions anthropologiques                          | 2019-2021 |
| Maria Melchior   | 19??- | Santé mentale et addictions : de la souffrance individuelle à l’action populationnelle | 2025-2026 |
| Rémy Slama       | 19??- | Environnement et Santé dans l'Anthropocène                                             | 2021-2022 |
| Mathilde Touvier | 1980- | Prévention nutritionnelle des maladies chroniques                                      | 2022-2023 |

### Avenir Commun Durable (2021-)
| Titulaire                      |       | Chaire                                                                                    |           |
| ------------------------------ | ----- | ----------------------------------------------------------------------------------------- | --------- |
| François-Marie Bréon           | 1965- | Changement climatique : comment sait-on ce que l’on sait ?                                | 2024-2025 |
| Laurence Boisson de Chazournes | 1958- | Le droit international au fil de l’eau                                                    | 2022-2023 |
| Christian Gollier              | 1961- | Fin du mois et fin du monde : Comment concilier économie et écologie ?                    | 2021-2022 |
| Claude Grison                  | 1960- | Écologie scientifique et chimie du Vivant : une symbiose au cœur du développement durable | 2025-2026 |
| Kyle Harper                    | 1979- | Histoire, société, climat : entre fragilité et résilience                                 | 2023-2024 |

### Innovation technologique (2006-)
| Titulaire              |           | Chaire                                                                      |           |
| ---------------------- | --------- | --------------------------------------------------------------------------- | --------- |
| Gérard Berry           | 1948-     | Pourquoi et comment le monde devient numérique                              | 2007-2008 |
| Lydéric Bocquet        | 1968-     | La mécanique moléculaire des fluides                                        | 2022-2023 |
| Jean-Philippe Bouchaud | 1962-     | De la physique statistique aux sciences sociales                            | 2019-2020 |
| Yves Bréchet           | 1961-     | La science des matériaux : du matériau de rencontre au matériau sur mesure  | 2012-2013 |
| Jean-Paul Clozel       | 1955-     | La biotechnologie : de la science au médicament                             | 2006-2007 |
| Patrick Couvreur       | 1950-     | Les nanomédicaments                                                         | 2009-2010 |
| Thomas Ebbesen         | 1954-     | Les interactions lumière-matière en chimie physique                         | 2017-2018 |
| Mathias Fink           | 1945-     | Ondes et images                                                             | 2008-2009 |
| Stéphanie Lacour       | 1975-     | La neurotechnologie                                                         | 2023-2024 |
| Jean-Paul Laumond      | 1953-2021 | Robotique : champs scientifiques et diffusions technologiques               | 2011-2012 |
| Sébastien Lecommandoux | 19??-     | Biomatériaux de demain : polymères biomimétiques et biohybrides             | 2024-2025 |
| Daniel Lincot          | 1954-     | Énergie solaire photovoltaïque et transition énergétique                    | 2021-2022 |
| Bernard Meunier        | 1947-     | Innovation thérapeutiques : évolutions et tendances                         | 2014-2015 |
| Molly Przeworski       | 19??-     | Génétique des populations chez les vertébrés                                | 2018-2019 |
| Didier Roux            | 1955-     | Recherche fondamentale, inventions et innovations                           | 2016-2017 |
| José-Alain Sahel       | 1955-     | Voir encore. La restauration visuelle en perspectives                       | 2015-2016 |
| Pascale Senellart      | 1972-     | Technologies quantiques émergentes                                          | 2025-2026 |
| Elias Zerhouni         | 1951-     | Grandes tendances de l'innovation biomédicale au XXIe siècle                | 2010-2011 |
| Philippe Walter        | 1967-     | Sur la palette de l'artiste : la physico-chimie dans la création artistique | 2013-2014 |

### Développement durable (2008-2016)
| Titulaire           |       | Chaire                                                                                                 |           |
| ------------------- | ----- | --- | --------- |
| Gilles Bœuf         | 1950- | La biodiversité, de l’océan et la forêt, à la cité                                                     | 2013-2014 |
| Georges Calas       | 1948- | Les ressources minérales, un enjeu majeur dans le contexte du développement durable                    | 2014-2015 |
| Anny Cazenave       | 1944- | Étude de la Terre et de l'environnement depuis l'espace                                                | 2012-2013 |
| Paul Colonna        | 1942- | Enjeux et défis pour le développement durable                                                          | 2011-2012 |
| Henri Leridon       | 1942- | Démographie, fin de la transition                                                                      | 2008-2009 |
| Nicholas Stern      | 1946- | Gérer les changements climatiques, promouvoir la croissance, le développement et l'équité              | 2009-2010 |
| Thomas Sterner      | 1952- | Pour une politique économique de l'environnement : une approche conceptuelle                           | 2015-2016 |
| Jean-Marie Tarascon | 1953- | Enjeux et défis du stockage et de la conversion de l'énergie dans le contexte du développement durable | 2010-2011 |

### Savoirs contre Pauvreté (2008-2014)
| Titulaire                 |       | Chaire                                              |           |
| ------------------------- | ----- | --------------------------------------------------- | --------- |
| François Bourguignon      | 1945- | Pauvreté et développement dans un monde globalisé   | 2013-2014 |
| Manuela Carneiro Da Cunha | 1943- | Savoirs autochtones                                 | 2011-2012 |
| Esther Duflo              | 1972- | Pauvreté et développement dans le monde             | 2008-2009 |
| Dominique Kerouedan       | 1959- | Géopolitique de la santé mondiale                   | 2012-2013 |
| Peter Piot                | 1949- | L'épidémie du Sida et la mondialisation des risques | 2009-2010 |
| Ismaïl Serageldin         | 1944- | Mobiliser le savoir pour éradiquer la faim          | 2010-2011 |

### Informatique et sciences numériques (2009-)
| Titulaire              |       | Chaire |           |
| ---------------------- | ----- | --- | --------- |
| Martín Abadi           | 1963- | Sécurité informatique                                                                                       | 2010-2011 |
| Serge Abiteboul        | 1953- | Sciences des données : de la Logique du premier ordre à la Toile                                            | 2011-2012 |
| Nicholas Ayache        | 1958- | Des images médicales au patient numérique                                                                   | 2013-2014 |
| Jean-Daniel Boissonnat | 1953- | Géométrie algorithmique : des données géométriques à la géométrie des données                               | 2016-2017 |
| Gérard Berry           | 1948- | Penser, modéliser et maîtriser le calcul informatique                                                       | 2009-2010 |
| Bernard Chazelle       | 1955- | L'algorithmique et les sciences                                                                             | 2012-2013 |
| Marie-Paule Cani       | 1965- | Façonner l'imaginaire : de la création numérique 3D aux mondes virtuels animés                              | 2014-2015 |
| Walter Fontana         | 19??- | La biologie de l'information - un dialogue entre l'informatique et la biologie                              | 2019-2020 |
| Rachid Guerraoui       | 1967- | Algorithmique répartie                                                                                      | 2018-2019 |
| Antoine Joux           | 1967- | Cryptographie                                                                                               | 2022-2024 |
| Yann LeCun             | 1960- | L'apprentissage profond : une révolution en intelligence artificielle                                       | 2015-2016 |
| Wendy Mackay           | 1956- | Interagir avec l'ordinateur                                                                                 | 2021-2022 |
| Yvon Maday             | 1957- | Réduction de complexité pour les simulations numériques méthodes, algorithmes et analyse numérique associée | 2025-2026 |
| Frédéric Magniez       | 1971- | Algorithmes quantiques                                                                                      | 2020-2021 |
| Claire Mathieu         | 1965- | Algorithmes                                                                                                 | 2017-2018 |
| Benoît Sagot           | 19??- | Apprendre les langues aux machines                                                                          | 2023-2024 |
| Thierry Coquand        | 1961- | Théorie des types dépendants et formalisation des mathématiques                                             | 2024-2025 |

### Sources et bibliographie
- Abbé Claude-Pierre Goujet, Mémoire historique et littéraire sur le Collège royal de France, chez Augustin-Martin Lottin, Paris, 1758 (lire en ligne)
- Liste des professeurs depuis la fondation du Collège de France en 1530, Collège de France, Affaires culturelles et relations extérieures, Paris, 2007.
- Abel Lefranc, Histoire du Collège de France depuis ses origines jusqu'à la fin du premier Empire, Paris : Hachette, 1893 (lire en ligne) ; Genève : Slatkine, 1970.
- Abel Lefranc, Les quatre siècles du Collège de France : exposition commémorative du 4ème centenaire de la fondation du Collège de France par François Ier, Paris, Bibliothèque nationale, Galerie Mazarine, 16 juin-4 juillet 1931, Bibliothèque nationale, Paris, 1931, p. 13-20 (lire en ligne)